# Histoire des Juifs en Italie
Vous lisez un « article de qualité » labellisé en 2011.
| \| Ancone · Bologne · Casale Monferrato · Ferrare · Florence · Gênes · Livourne · Mantoue · Merano · Milan · Modène · Naples · Padoue · Parme · Pise · Rome · Trieste · Turin · Venise · Verceil · Vérone \| Carte des communautés juives · actuelles en Italie · |
| Ancone · Bologne · Casale Monferrato · Ferrare · Florence · Gênes · Livourne · Mantoue · Merano · Milan · Modène · Naples · Padoue · Parme · Pise · Rome · Trieste · Turin · Venise · Verceil · Vérone                                                            |

L’histoire des Juifs en Italie, la plus ancienne communauté juive d'Europe occidentale, remonterait à la révolte des Maccabées. Leur présence  devient significative en 63 av. J.-C. et ils prospèrent sous l'Empire romain, en dépit de quelques heurts liés à l'attachement des Juifs à leur foi ancestrale et cela, malgré la possible assimilation par les Romains des chrétiens à des Juifs révolutionnaires, jusqu'à l'établissement de l'Empire chrétien.
La conversion des autorités au christianisme au IVe siècle rend le statut des Juifs plus précaire. Cependant, l'absence d'autorité centrale du Ve au XIXe siècle leur permet de demeurer dans la péninsule et les protège des expulsions. L'Italie accueille même les Juifs en provenance des terres espagnoles après 1492. Toutefois, c'est à Venise, en 1516, qu'est créé le premier ghetto. D'autres sont instaurés par les autorités pontificales à Rome et dans d'autres villes au cours du XVIe siècle.
L'égalité des droits est proclamée par le Statut albertin et confirmée par le royaume d'Italie dans la période 1848-1870. Cette loi est accueillie avec joie par les Juifs italiens, fiers de leur ancienneté dans le nouveau royaume. L'Italie est probablement le premier État européen à avoir un chef de gouvernement juif, Luigi Luzzatti, en 1910.
Cet état des choses est remis en cause à mesure de l'influence grandissante du modèle hitlérien sur le fascisme italien. L'occupation allemande de l'Italie durant la Seconde Guerre mondiale entraîne la déportation vers les camps de la mort allemands de 9 000 des 50 000 Juifs italiens. Il n'y a que peu de survivants, parmi lesquels Primo Levi.
Après la guerre, l'Italie accueille de nombreux Juifs de Libye, d'Iran et, en moindre part, d'Europe orientale. En 2023, la communauté juive italienne compte 26 900 personnes, principalement à Rome et Milan.

## Les Juifs à Rome, durant l'Antiquité

### Sous la République et l'Empire, à l'époque du paganisme
Selon le premier Livre des Macchabées, Judas Maccabée, chef des Juifs en lutte contre le pouvoir macédonien en terre d'Israël, envoie, en 161 avant notre ère, une ambassade auprès du Sénat à Rome pour négocier une alliance. Cette démarche est répétée à plusieurs reprises par les princes hasmonéens, en -146, en -139 et en -133. Il semble bien que des Juifs, peut-être des commerçants venus de la nombreuse communauté d'Alexandrie, soient établis à Rome dès avant 139 av. J.-C. car, selon Valère Maxime, les Juifs sont expulsés de Rome cette année-là pour avoir prosélytisé,.

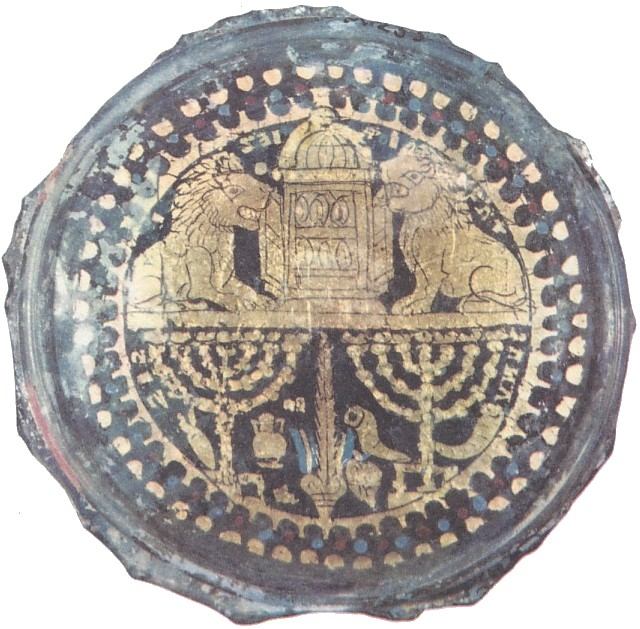
Gobelet doré au symbolisme juif, Rome (IIe siècle)

La communauté juive de Rome gagne en importance sous Pompée qui y déporte des prisonniers capturés lors de la prise de Jérusalem en 63 av. J.-C. et les fait apparemment rapidement libérer,. Le rite de ces Juifs, encore en partie observé par leurs descendants et dénommé minhag italki comprend donc des réminiscences du rite pratiqué par les Juifs de l'époque du Second Temple.
Dès 59 avant notre ère, les Juifs suscitent la jalousie, comme le montre la plaidoirie fortement hostile de Cicéron en faveur de  Lucius Valerius Flaccus : « cette foule de gens que voilà tu sais quelle force ils représentent, combien ils sont unis et quel rôle ils jouent dans nos réunions. Dans ces conditions je parlerai à voix basse pour que seuls les juges entendent, car il ne manque pas de gens pour exciter ces étrangers contre moi et tous les meilleurs citoyens. Je ne veux donc pas les aider et faciliter leurs manœuvres. Tous les ans, de l’or était régulièrement exporté à Jérusalem pour le compte des Juifs, d’Italie et de toutes nos provinces. » Si l'hostilité de Cicéron envers les Juifs peut s'expliquer par sa xénophobie, ce texte nous indique aussi que les Juifs étaient déjà relativement nombreux à Rome à cette époque, quatre ans seulement après la conquête de Jérusalem.
Mais les Juifs et particulièrement Antipater ayant soutenu la lutte et la prise de pouvoir de Jules César, celui-ci octroie à ceux d'entre eux placés sous la domination romaine, un statut des plus favorables leur permettant de garder une certaine autonomie administrative et une exemption d'impôt,,. Ce statut reste en vigueur jusqu'à l'avènement des empereurs chrétiens, sans être remis en cause par les révoltes juives de 70 et 135, à l'exception de l'instauration d'un impôt spécial, le fiscus judaicus, par Vespasien. Selon Philon d'Alexandrie, Auguste continue la politique favorable de César vis-à-vis des Juifs : ceux d'entre eux qui habitent Rome sont citoyens romains, ils peuvent faire des dons d'argent à l'intention du culte à Jérusalem. Auguste aurait aussi requis à ses fonctionnaires de reporter d'une journée les distributions de grain aux Juifs, si celles-ci devaient les conduire à rompre le chabbat. Philon nous apprend aussi qu'ils habitent alors le quartier connu aujourd'hui sous le nom de Trastevere (avant de se répandre dans de nombreux autres quartiers) et se rendent dans les synagogues le jour du chabbat.

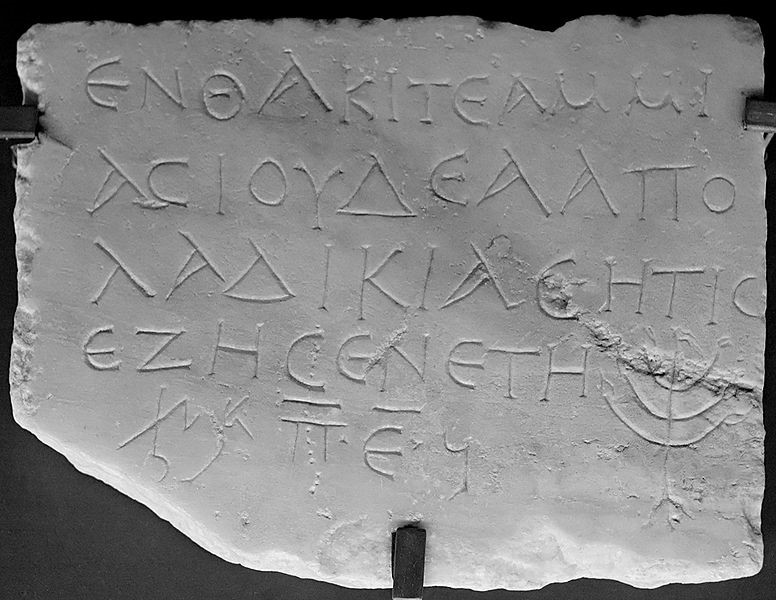
Épitaphe d'Ammias, dame juive de Laodicée, contenant des inscriptions en grec et dans une langue sémitique, avec une représentation gravée de ménorah (chandelier), catacombes juives de Monteverde, sur la via Portuense, IIIe siècle-IVe siècle.
ΕΝΘΑ ΚΙΤΕ ΑΜΜΙ
AC ΙΟΥΔΕΑ ΑΠΟ
ΛΑΔΙΚΙΑC HTΙC
EZHCEN ETH
Π´- Ε´
(Ci gît Ammias, juive de Laodicée, laquelle vécu 85 ans).

Sur la base de chiffres fournis par Flavius Josèphe, on estime à 30 000 ou 40 000 le nombre de Juifs à Rome au Ier siècle. Ce nombre important est corroboré par la dimension des cinq catacombes juives et par la douzaine de synagogues attestées dans la Rome antique. Les épitaphes des catacombes nous renseignent en effet sur les nombreuses synagogues existant alors à Rome et aussi sur leur organisation, remarquable par l'absence de rabbins, fonction apparue après la chute du second Temple, et par la présence de femmes parmi leurs administrateurs. Les Juifs de Rome devaient généralement parler le grec car la majorité des tombes porte des inscriptions grecques, ce qui conforte l'hypothèse de leur origine alexandrine ; seule une minorité des tombes porte des inscriptions latines. Ils vivent principalement de négoce et beaucoup sont pauvres mais les ruines de la synagogue d'Ostie (la plus ancienne synagogue d'Italie, juste avant celle de Bova Marina) montrent que certains commerçants sont aisés. Il y a des artisans parmi les Juifs et même des peintres, des acteurs et des poètes mais aussi des mendiants selon Juvénal.
À partir du IIe siècle, la présence de Juifs est attestée dans quelques villes de la côte méridionale de l'Italie ou de l'intérieur.

#### Prosélytisme et mesures discriminatoires
Les Juifs de Rome se livrent au prosélytisme, et cela suscite de l'hostilité dès le IIe siècle av. J.-C. Selon Flavius Josèphe, en 19, à la suite de l'escroquerie subie par une noble romaine, convertie au judaïsme, dont les dons au Temple de Jérusalem sont détournés à leur profit par des Juifs, Tibère déporte les Juifs pérégrins (ceux qui ne sont pas citoyens romains) en Sardaigne, où ils ont le choix entre lutter contre les brigands et la mort. Ce n'est qu'en 31, après la mort de Séjan, que les exilés peuvent retourner à Rome.
La volonté de Caligula d'installer sa propre statue dans tous les temples (et donc synagogues) de l'Empire et le refus des Juifs, qui est le prétexte de graves émeutes à Alexandrie en 38, ne semblent pas avoir immédiatement mis en danger les Juifs de Rome. Mais si Claude annule les décisions de Caligula et apaise les Juifs d'Alexandrie, il ordonne aussi l'expulsion des Juifs de Rome en 41, sans que l'on sache l'effet réel de cette décision. En suivant Suétone, on peut toutefois aussi comprendre qu'il ne s'agit que de l'expulsion des membres de la toute nouvelle secte chrétienne ou encore qu'il ne s'agit que de Juifs qui protestent contre l'établissement de l'Iduméen Hérode Agrippa Ier comme roi de Judée en lieu et place d'un messie (christos), descendant de la maison de David.
Même la famille impériale n'est pas à l'abri du prosélytisme et Flavius Josèphe cite l'impératrice Poppée, épouse de Néron, comme une pieuse (theosebès).

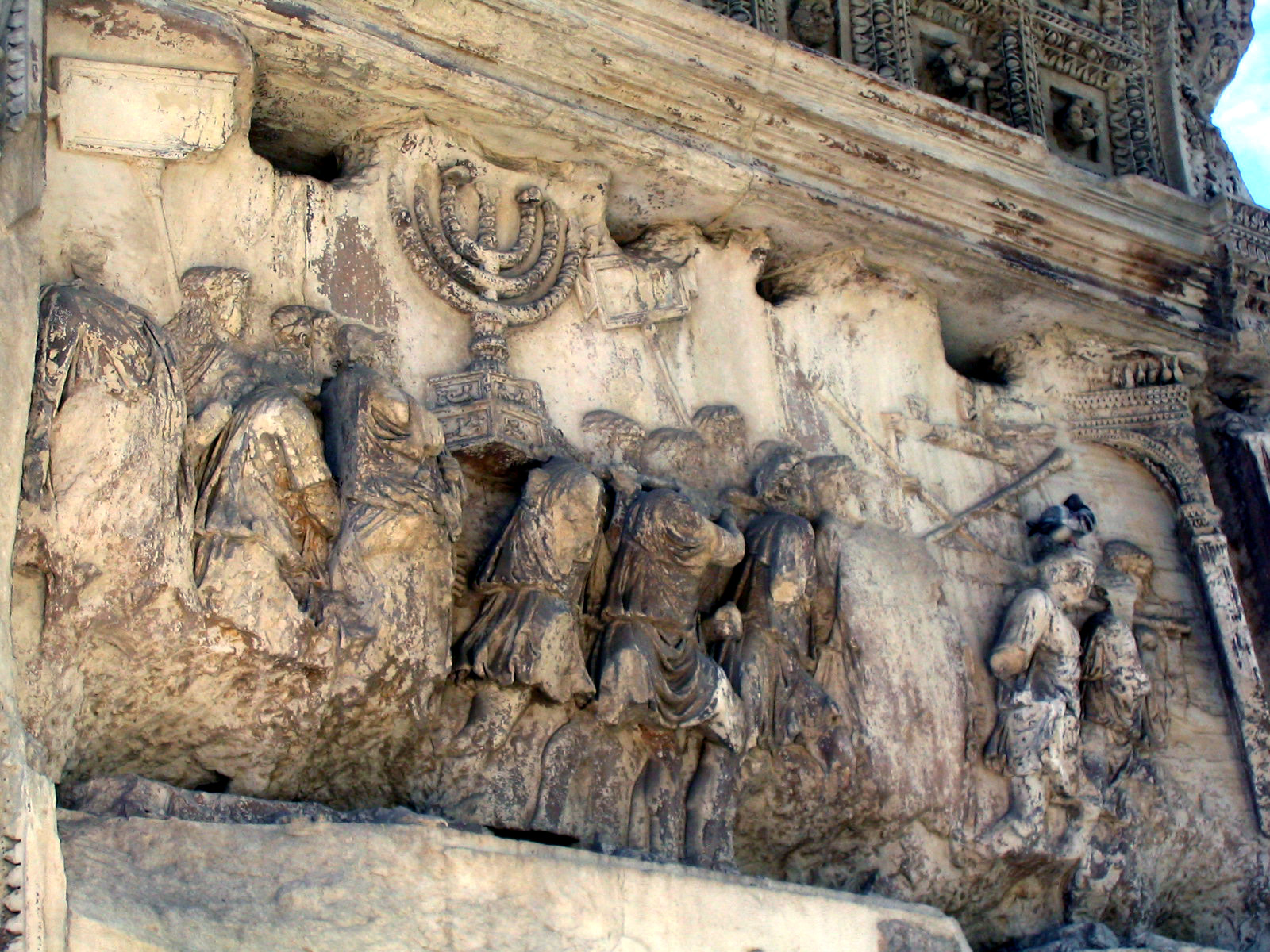
Arc de triomphe de Titus : Prisonniers juifs portant la menorah et les trompettes du Temple de Jérusalem.

Quelques années plus tard, ce sont les chrétiens qui, selon Tacite, sont victimes des persécutions de Néron, encore que quelques auteurs pensent que les Juifs en sont les véritables victimes.
La guerre de Judée menée par Vespasien puis Titus ne semble pas avoir des répercussions trop tragiques pour les Juifs de Rome. Cependant, selon Flavius Josèphe, 97 000 Juifs sont faits prisonniers. Certains sont déportés à Rome comme en témoignent la célèbre frise de l'arc de triomphe de Titus sur le forum romain ou encore l'augmentation du nombre de sépultures juives dans les catacombes, sous Hadrien, peut-être liée aux décès des enfants affranchis des prisonniers juifs de Titus. Un pèlerin, de visite à Rome au début du XIXe siècle, remarque que les Juifs de la ville évitent encore de passer sous l'arc de Titus.
Toutefois, Vespasien inaugure une politique d'hostilité systématique au judaïsme en établissant un impôt spécial sur les Juifs, le fiscus judaicus qui est un dévoiement de la dîme que les Juifs de la Diaspora payent au Temple de Jérusalem jusqu'à sa chute en 70. Cet impôt est alors destiné à la reconstruction d'un temple à Jupiter et est donc particulièrement pénible et humiliant pour les Juifs. Il trahit aussi l'intention de sanctionner le prosélytisme. Cette mesure est renforcée quelques années plus tard par Domitien qui l'assortit de pratiques humiliantes pour vérifier le judaïsme des Juifs. Elle est partiellement abandonnée par son successeur, Nerva, mais perdure sur plusieurs dizaines d'années. Cette hostilité à l'encontre des convertis est confirmée par l'exécution en 95 du consul Titus Flavius Clemens et l'exil de sa femme Flavie Domitille, parents de l'empereur, qui avaient manifesté leur sympathie pour le judaïsme.
Sous Hadrien, la circoncision est interdite dans tout l'Empire aux Juifs comme aux non-Juifs, ce qui peut avoir contribué à la révolte de Bar Kokhba (132-135). Elle n'est autorisée à nouveau que sous Antonin le Pieux qui ne permet pas la circoncision des convertis.
Il est donc avéré que les Juifs font du prosélytisme avec un certain succès dans la bonne société romaine où, depuis la traduction de la Bible (la Septante), les principaux textes juifs sont disponibles en grec. Cela est dénoncé par les écrivains les plus célèbres, Cicéron dans Pour Flaccus, 66-69, Sénèque et Tacite qui peuvent influencer le pouvoir dans son combat contre le prosélytisme juif. L'interdiction de la circoncision des convertis par les autorités romaines, son abandon par le christianisme et plus généralement le renoncement à de nombreuses obligations (telle la cacheroute) n'empêchent pas le prosélytisme de proliférer jusqu'à l'adoption du christianisme par les autorités impériales.
En 212, l'Édit de Caracalla donne aux hommes libres de l'Empire romain, donc aux Juifs, la citoyenneté romaine, ce dont les Juifs bénéficieront tant que le droit romain continuera à s'appliquer, c'est-à-dire bien après la chute de l'Empire romain d'Occident en 476.

#### La perception des Juifs par les Romains
Les Romains n'ont guère d'intérêt pour les Juifs. Suétone raconte qu'Auguste pensait que les Juifs jeûnaient le jour du chabbat. Plutarque (grec et citoyen romain) fait dire à un de ses personnages que le porc est un animal sacré pour les Juifs. Sénèque, lui, regrette que les coutumes juives « se propagent avec tant de force : les vaincus ont fait la loi aux vainqueurs ». Et Juvénal assimile le repos du chabbat à la paresse.

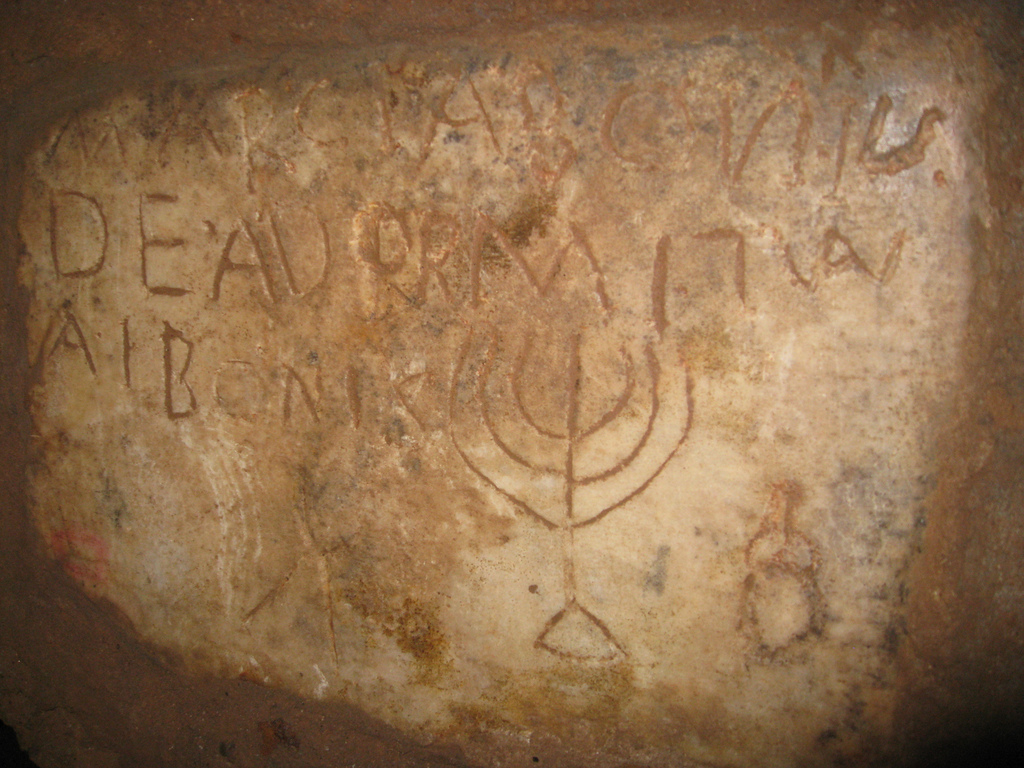
Inscriptions juives, catacombes vigna Randanini de via Appia, Rome (IIe siècle).

Ce qui intrigue le plus les Romains est l'absence d'image du dieu des Juifs et leur refus de le nommer. Ainsi, Tite-Live écrit-il : « [Les Juifs] ne disent pas à quel dieu appartient le temple de Jérusalem et aucune image ne s'y trouve car ils ne pensent pas que la divinité ait une figure ». Si certains, comme Tacite, pourtant peu suspect de sympathie pour le judaïsme, sont plutôt séduits par cette approche philosophique, d'autres, comme Cicéron, l'assimilent plutôt à de l'impiété. D'autres rites juifs suscitent la réprobation des Romains : le shabbat est assimilé à l'oisiveté, la circoncision à la castration, le refus de la consommation du porc est assimilé par certains comme Pétrone à la déification de cet animal alors que d'autres comme Tacite prêtent aux Juifs une révérence particulière pour l'âne. Tout cela explique que Cicéron ait pu voir dans le judaïsme une superstition étrangère (barbara superstitio). Quant à Tacite, ses propos sur les Juifs sont un recueil de préjugés absurdes et diffamatoires. Il juge les Juifs exécrables (taeterrima gens) particulièrement pour leur prosélytisme et le mépris qu'ils ont pour les autres dieux, et confond dans une même hostilité Juifs et chrétiens.

### Sous l'Empire chrétien
Sous Constantin au IVe siècle, le christianisme devient religion admise et si la liberté religieuse continue d'être respectée, les Juifs sont de plus en plus marginalisés : au Ve siècle, les Juifs sont exclus des charges publiques ou juridiques, le mariage avec des chrétiens leur est interdit ainsi que la possession d'esclaves chrétiens. 
Sous le roi ostrogoth Théodoric (493-526) de confession arienne, les Juifs, comme les autres groupes ethniques ou religieux, obtiennent une autonomie administrative qui devient ensuite la norme. Dans son Édit législatif de 512 - qui ne trahit pas le Code théodosien -, la clause 143 garantit la liberté de leur juridiction interne aux Juifs. Même s'il les considèrent dans l'erreur, il prend leur défense quand eux ou leurs synagogues sont attaqués, en posant en principe que « la religion ne s'impose pas, que personne ne doit être forcé à croire malgré lui ».

## De la chute de l'Empire romain à 1492
On ne sait pas grand-chose des communautés juives italiennes au haut Moyen Âge, si ce n'est qu'il en existe à Rome, à Ravenne, la capitale de Théodoric et à Milan.

### Localisation

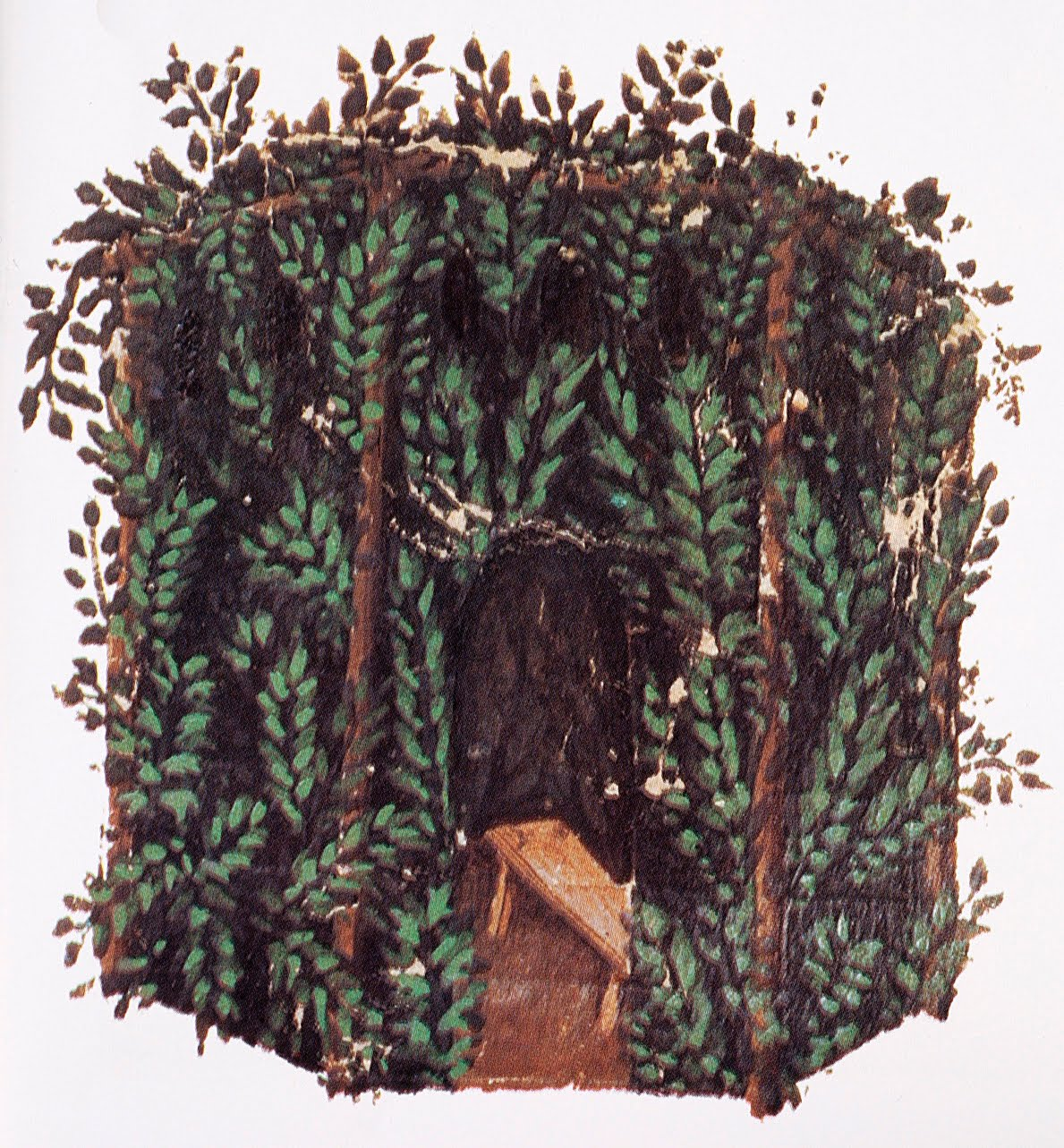
Souccah (cabane) dans un manuscrit italien (1374).

Du VIIe au Xe siècle, les cités maritimes italiennes se situent sur la route des marchands radhanites et il est probable que des communautés juives s'y maintiennent. Elles sont appelées à jouer un grand rôle dans l'histoire du judaïsme : les premières communautés prospères d'Ashkenaz sont fondées, selon la tradition, après que Charlemagne a fait venir à lui la famille Kalonymus, originaire de Lucques en Toscane,. Trois siècles plus tard, Rabbenou Tam déclare que « La Torah est venue de Bari et la parole de Dieu, d'Otrante » ; Houshiel ben Elhanan, grande autorité du judaïsme tunisien du IXe siècle, est également originaire de Bari, ce qui paraît confirmer l'existence d'académies talmudiques dans ces villes.
À la même époque, des marchands juifs romaniotes, venus des Balkans, découvrent la richesse de la Vénétie et s'y installent. Au XIe siècle, de prestigieuses yéchivot ashkénazes se développent dans la région, et les étudiants affluent de Grèce. Petit à petit, des communautés romaniotes se forment, notamment à Venise et Padoue, apportant leur influence à la liturgie de cette région,.
Au IXe siècle, les Arabes s'emparent de la Sicile où des Juifs s'établissent. Une vie intellectuelle juive y naît, ainsi qu'en Italie du Sud, encore dépendante de l'Empire byzantin. Sabbataï Donnolo est le plus ancien Juif à écrire un traité de médecine et c'est au Xe siècle qu'apparaît en Italie du Sud le Sefer Yosippon, un livre d'histoire juive qui a beaucoup de succès durant tout le Moyen Âge.

### Prospérité
Du XIe au XIIIe siècle, les Juifs connaissent la prospérité dans toute l'Italie du Sud, particulièrement pendant le règne de Frédéric II de Hohenstaufen (1220-1250), qui règne sur la Sicile et les Pouilles et leur confie le monopole de l'industrie de la soie. Une famille issue d'un Juif converti, les Pierleoni, donne un antipape Anaclet II (1130-1138) qui suscite une très forte opposition en raison de ses origines juives, notamment de la part de Bernard de Clairvaux. Cet essor économique s'accompagne aussi de rayonnement intellectuel. À Rome, Nathan ben Yehiel (environ 1035-1106) compose l’Aroukh, un dictionnaire d'araméen talmudique qui fait également office d'anthologie de la littérature rabbinique. C'est aussi à cette époque que commencent à se fixer le judéo-italien ou italki qui sera parlé jusqu'au XXe siècle et le rite italien, toujours utilisé dans les synagogues italiennes.

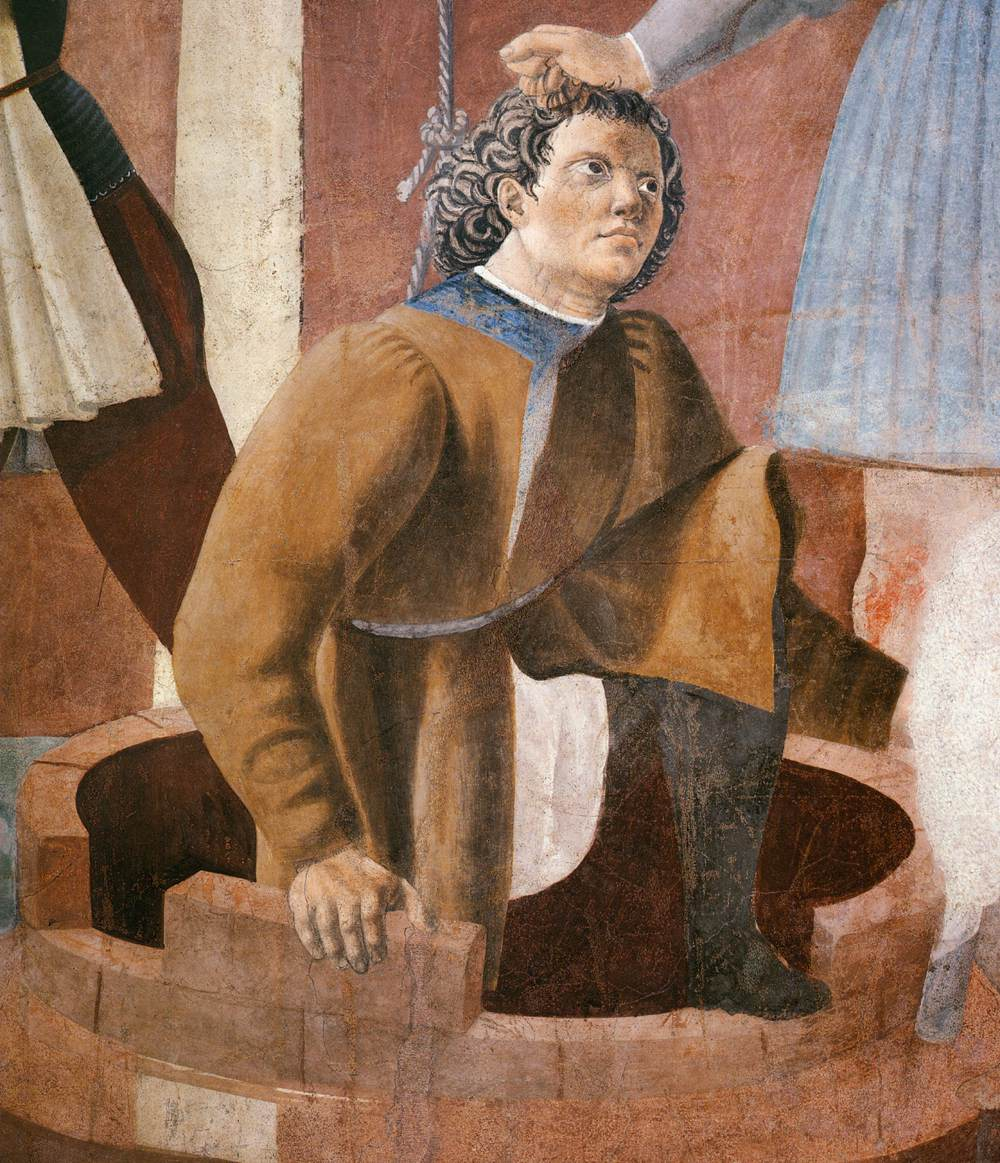
Torture d'un Juif (détail), P. della Francesca (1452-66).

### Début de l'hostilité
Toutefois, à partir de la fin du XIIe siècle, la papauté se montre hostile aux Juifs. En 1179, le IIIe concile du Latran interdit l'emploi de chrétiens par des Juifs et le IVe concile du Latran en 1215 les assimile à des serfs et institue le port par les Juifs d'un insigne distinctif sur le vêtement, pour permettre leur reconnaissance. Au milieu du XIIIe siècle, l'Inquisition s'installe à Rome et en 1278 à Milan ; les Juifs sont forcés d'assister à des sermons les invitant à la conversion pendant des siècles, dans divers lieux de leur résidence en Italie.
Avec la prise du pouvoir par la dynastie angevine à Naples en 1266, apparentée au roi de France et protégée par le pape, l'hostilité envers les Juifs s'étend à l'Italie du sud et la Sicile. Une accusation de meurtre rituel se répand à Trani dans les Pouilles. De 1266 à 1294, on estime que la moitié de la population juive du sud de l'Italie (estimée alors de 12 000 à 15 000 personnes) est forcée à se convertir.

### Banque et prêt
Si jusqu'alors il y avait peu de banquiers ou de prêteurs parmi les Juifs italiens, comme le confirme Thomas d'Aquin, cela change au début du XIVe siècle pour plusieurs raisons : l'essor des villes italiennes nécessite de l'argent ; le prêt à intérêt est interdit aux chrétiens ; les Juifs disposent alors de numéraire car certains, particulièrement ceux venant d'Italie du sud, ont dû réaliser leurs biens immobiliers pour fuir les persécutions et d'autres ont accumulé des disponibilités par leurs activités commerciales,. Des prêteurs venus d'Italie du sud ou de Rome, abandonnée pour un temps par la papauté, ou de Rhénanie s'établissent donc, avec leur famille, plus au nord, là où il n'y avait auparavant que peu de Juifs, à Ferrare, Mantoue, Padoue, etc.
Pour qu'une communauté juive soit autorisée à pratiquer le prêt sur gage, il faut que le pouvoir urbain signe avec elle un contrat (condotta) autorisant le prêteur et fixant la taxe annuelle qu'il faut verser à la commune, la durée du contrat et le taux d'intérêt, souvent entre 12 et 33 % l'an mais généralement, la durée des prêts est beaucoup plus courte qu'un an.

### Développement

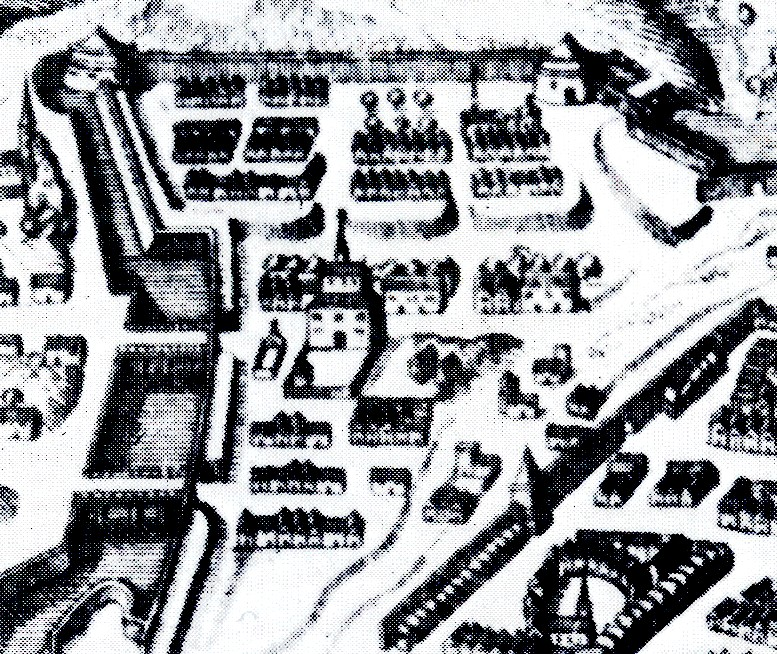
Le quartier juif (Giudecca), Messine (XVIe siècle)

L'installation des Juifs dans les plus grandes villes est plus tardive, que ce soit à Venise, Gênes ou Florence. On estime à 300 le nombre de villes italiennes où étaient établis des Juifs au milieu du XVe siècle. La communauté juive italienne profite aussi de l'expulsion des Juifs de France par Philippe le Bel en 1306 puis sous Charles VI en 1394. Les immigrés français se rassemblent dans les villes piémontaises d'Asti, Fossano et Moncalvo où ils maintiennent leur propre rite, appelé d'après les initiales de ces villes minhag apam ou afam. Leur liturgie, d'origine ashkénaze, s'est préservée jusqu'à nos jours, malgré l'absence de toute publication,. En 1437, à Florence, Cosme de Médicis autorise des financiers juifs à créer une banque de prêt, ce qui suscite la concurrence chrétienne avec la création du Mont de piété de Pérouse en 1463.
Un tel développement ne peut pas aller sans une grande activité littéraire et religieuse et l'Italie attire alors les savants juifs : c'est le temps des grands grammairiens et poètes italiens, en tête desquels figure Immanuel ben Salomon, ami de Dante qui manie aussi bien l'hébreu que l'italien et le latin. À Florence, Abraham Farissol, savant né à Avignon est le premier géographe juif.
À la fin du XVe siècle, c'est un rabbin italien Obadiah ben Abraham de Bertinoro qui contribue à la renaissance de la communauté juive de Jérusalem en y créant les écoles et les institutions charitables indispensables.

### Imprimerie

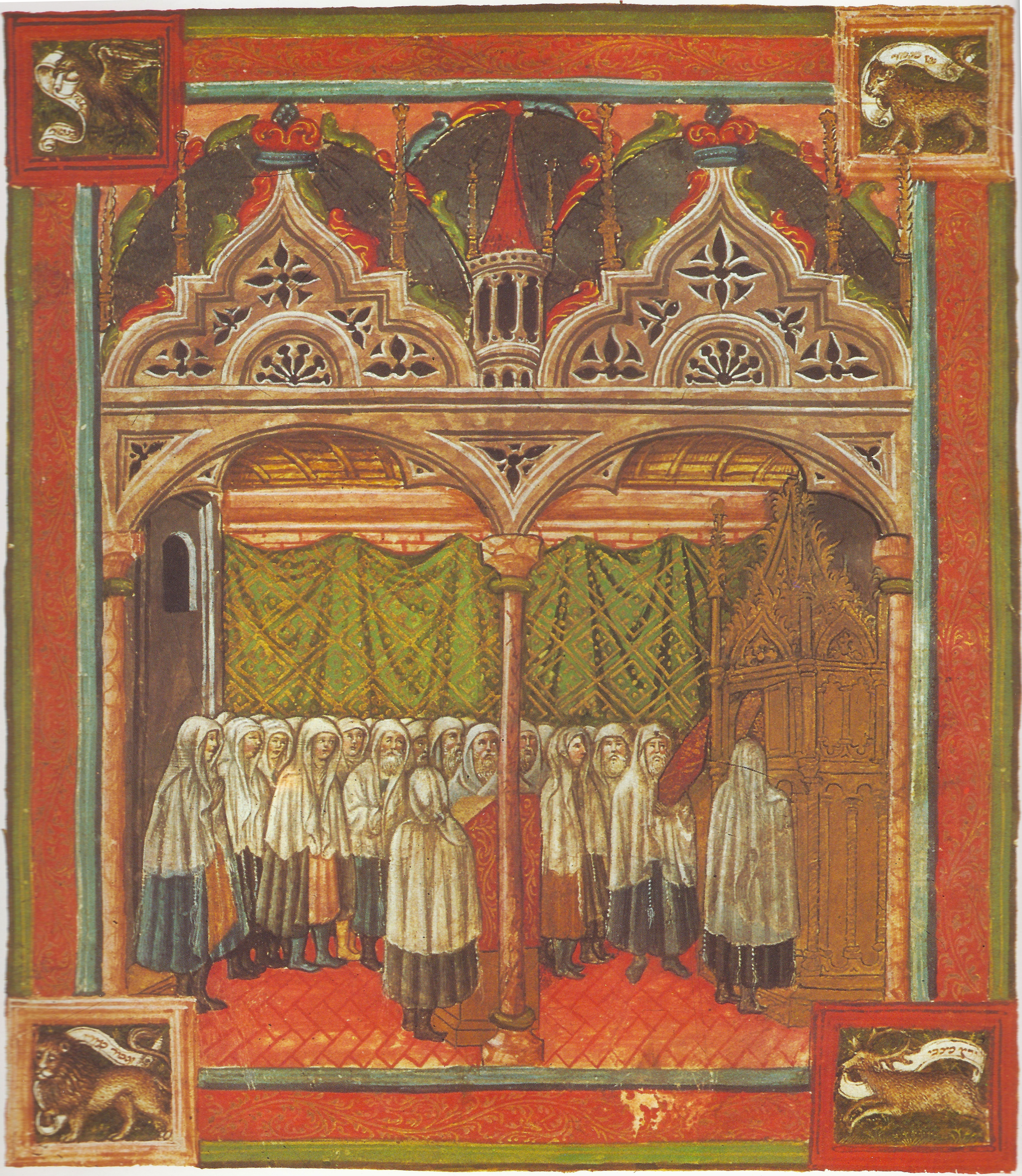
« Juifs priant à la synagogue », manuscrit enluminé de Mantoue (1453)

Mais la gloire des Juifs en Italie consiste à avoir imprimé, à partir des années 1470, les premiers livres en hébreu et en judéo-araméen. Les corporations allemandes, dont celle des imprimeurs, étant interdites aux Juifs, des imprimeurs juifs allemands viennent s'établir en Italie dès 1465. Le premier livre en hébreu est produit en 1475 et la première Bible hébraïque est éditée en 1482 à Bologne alors que le premier livre de prières avec voyelles, le Mahzor Roma, date de 1485. Les plus célèbres imprimeurs sont la dynastie des Soncino, originaires d'Allemagne et établis à Soncino, petite ville de Lombardie ; à la suite des persécutions, ils migrent à Constantinople et à Salonique au XVIe siècle. Ces imprimeurs contribuent à la diffusion de la Bible et du Talmud et plus généralement des textes juifs dans toute l'Europe.

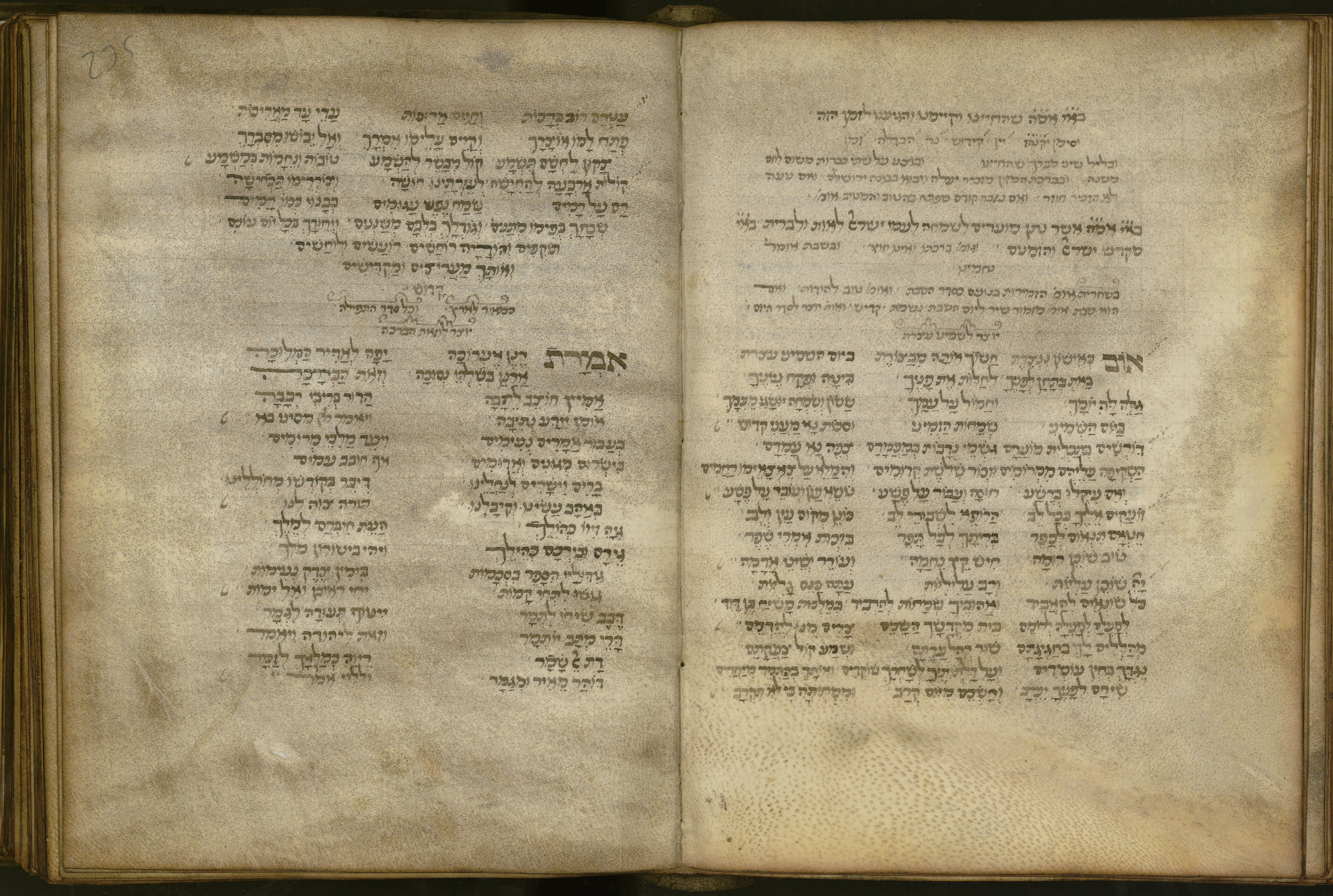
Livre de prières, Mahzor Roma (1390)
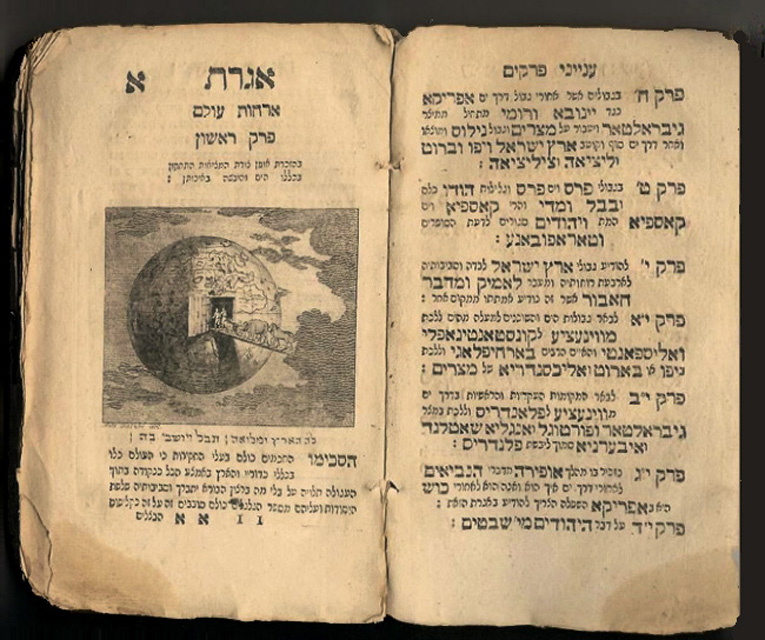
Cosmographie et Géographie (1793) par Abraham ben Mordecai Farissol, première édition à Ferrare en 1534
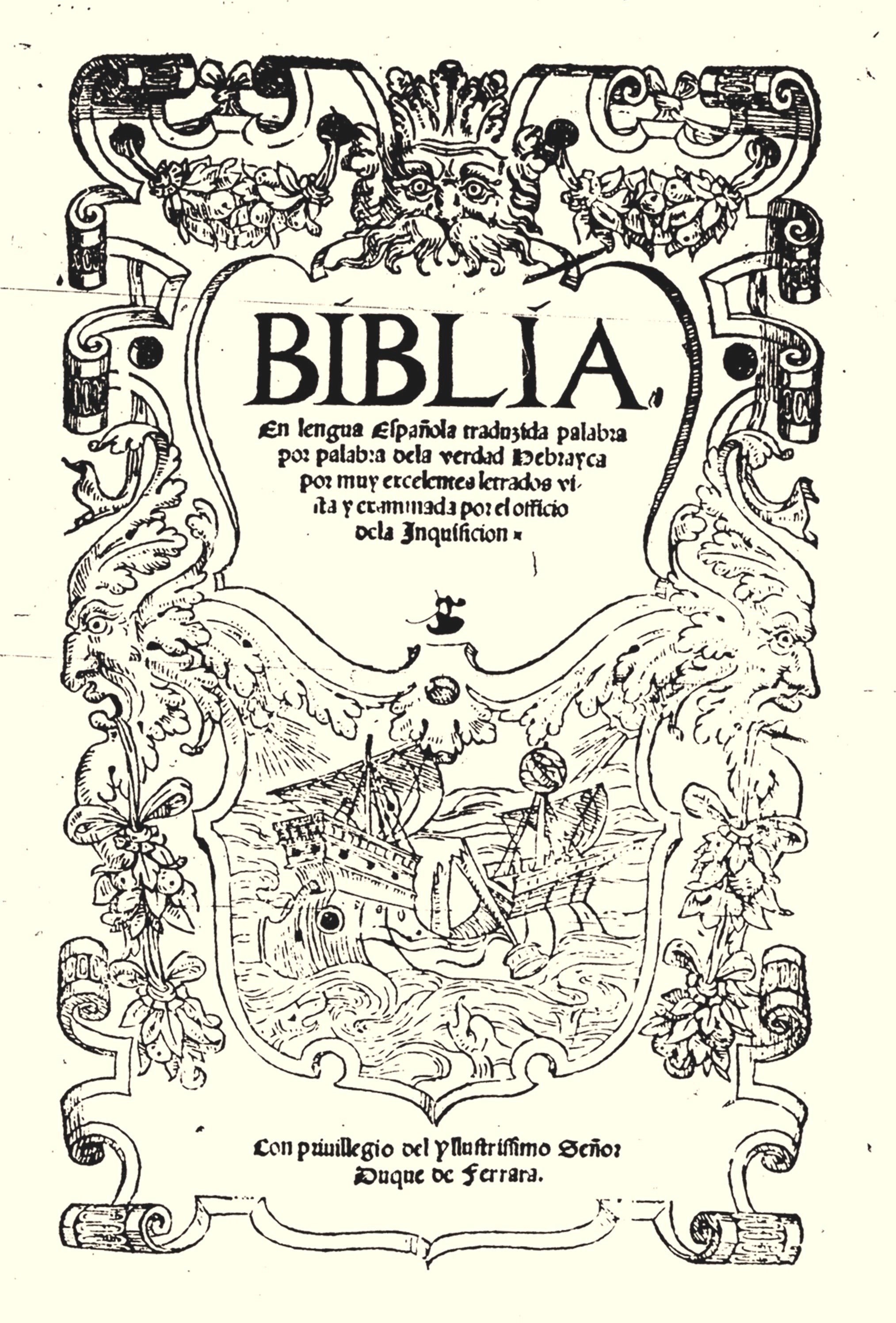
Frontispice de la Bible de Ferrare (1553)
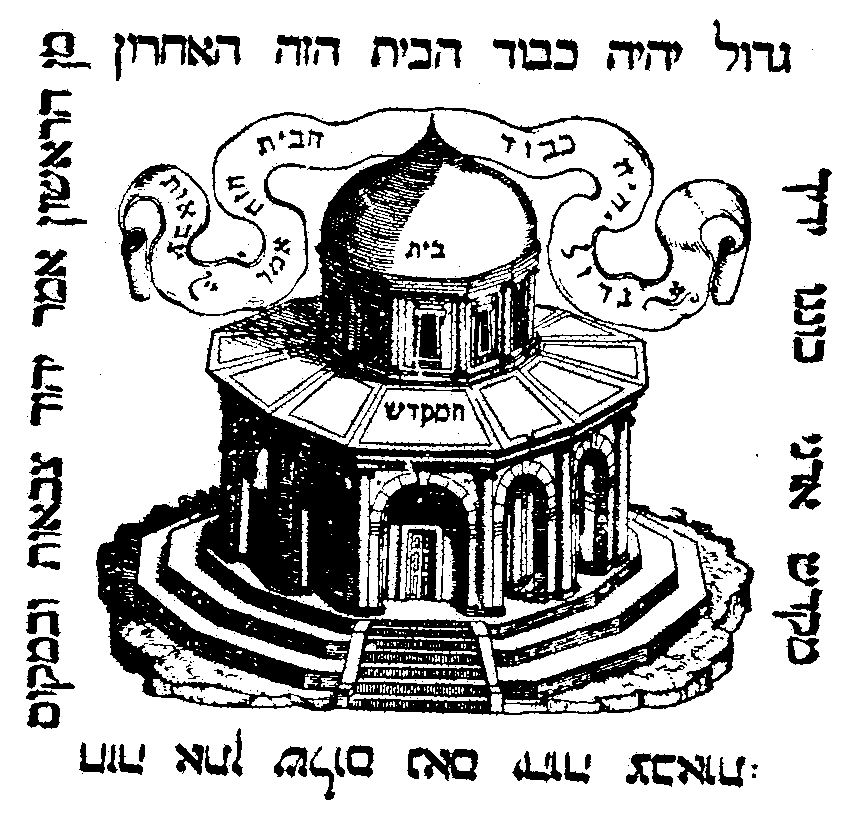
Tampon de l'éditeur Marco Antonio Giustiniani, figurant le Temple de Jérusalem (en fait, le Dôme du Rocher)[60], Venise (1545-52)
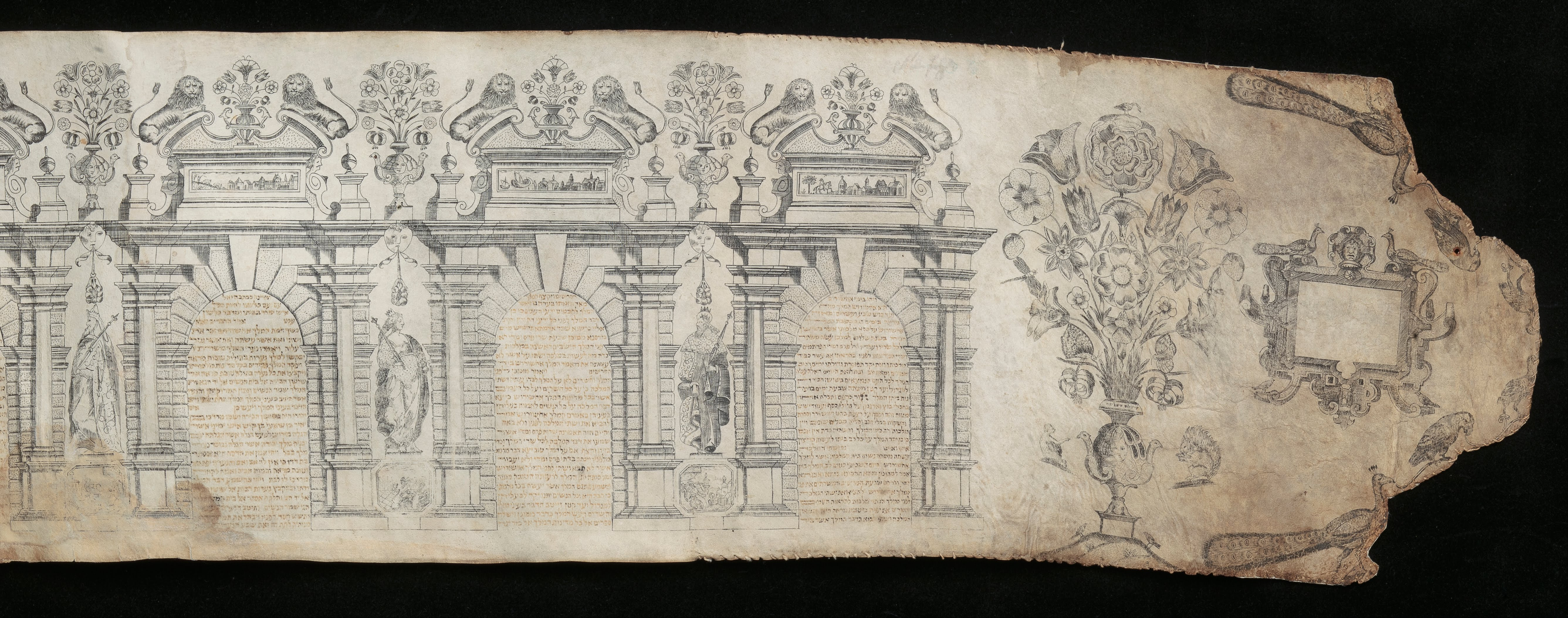
Rouleau d'Esther par Salom Italia (en) (v. 1641)
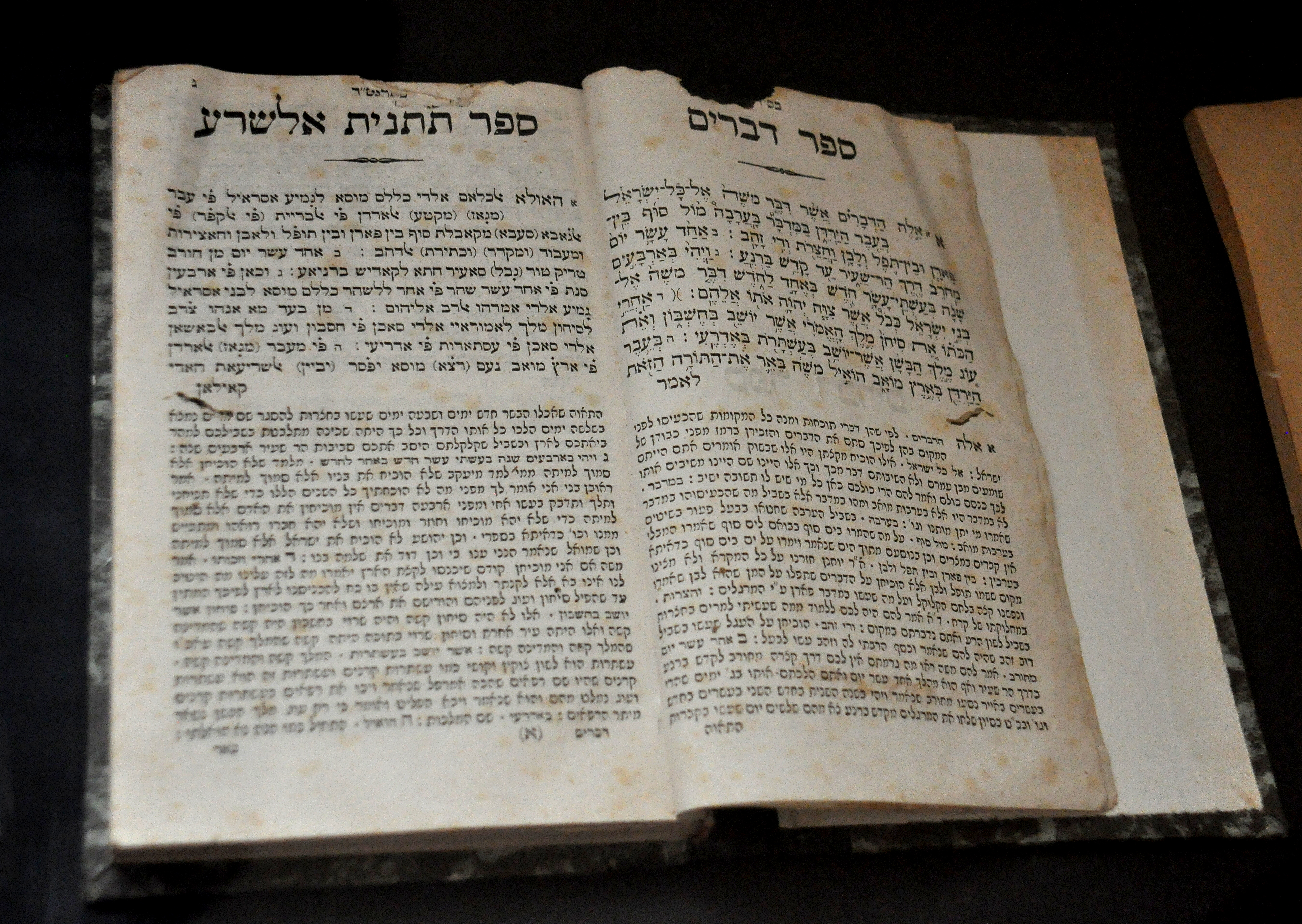
Le Deutéronome (Devarim), en hébreu et traduction en judeo-arabe en lettres hébraïques, Livourne (1894)

### Persécutions

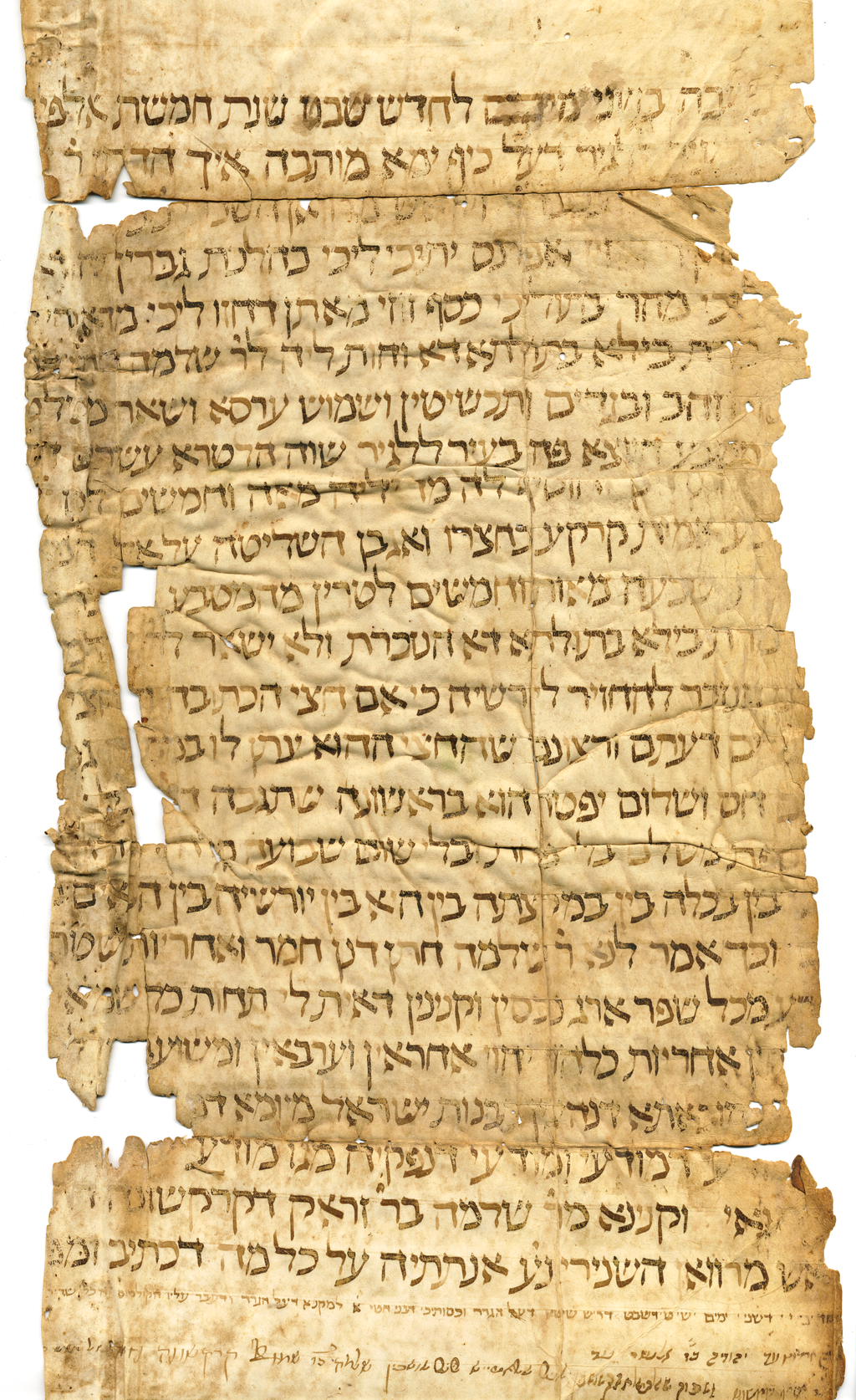
Ketouba (contrat de mariage) unissant Shelomò, fils de Zare de Carcassonne à Bella de Merwanha, à Alghero en Sardaigne (XIVe siècle, avant l'expulsion de 1492).

Le XVe siècle voit un premier afflux de Juifs séfarades, à la suite des persécutions qui ravagent l'Espagne à partir de la fin du XIVe siècle. L'approche libérale vis-à-vis des Juifs des familles dirigeantes à Mantoue, les Gonzague, et à Ferrare, les Este, contraste avec l'attitude beaucoup plus variable des papes, certains les protégeant, d'autres adoptant au contraire des mesures anti-juives.
Le 15 août 1474, au soir de l'Assomption, la ville de Modica en Sicile est le théâtre d'un pogrom appelé « Strage dell'Assunta », le massacre de l'Assomption, encouragé par des prédicateurs catholiques, qui fait 360 victimes dans le quartier juif de la ville (la Giudecca).
Dans l'Église, cette attitude anti-juive est surtout l'affaire des moines franciscains comme Bernardin de Feltre dont les prêches amènent une accusation de meurtre rituel, après la disparition en 1475 d'un enfant, Simon de Trente (béatifié en 1588 et débéatifié en 1965 par Paul VI). Plusieurs dizaines de Juifs de Trente sont torturés et brûlés vifs (ou étranglés pour ceux qui acceptent la conversion avant l'exécution).
À l'instigation de Cesare Galuaba, un légat du pape Paul IV, envoyé à Ancône au printemps 1555, des dizaines de marranes et crypto-Juifs sont emprisonnés et torturés pour accepter le baptême et 25 d'entre eux finissent sur le bûcher de l'Inquisition,.

## De 1492 à 1848, le temps des expulsions et des ghettos

### Conséquences du décret de l'Alhambra en Italie
L'expulsion des Juifs d'Espagne transforme profondément la communauté juive italienne. Les Juifs sont obligés de quitter, dès le 31 juillet 1492, la Sardaigne, possession aragonaise, où de nombreux Juifs provençaux s'étaient établis aux XIVe et XVe siècles. À Cagliari, ils représentent près de 9 % de la population. Certains choisissent le royaume de Naples, d'autres l'Afrique du Nord. De même, en Sicile, les Juifs doivent quitter l'île en août et en septembre 1492 pour l'Italie du sud ou l'Empire ottoman.

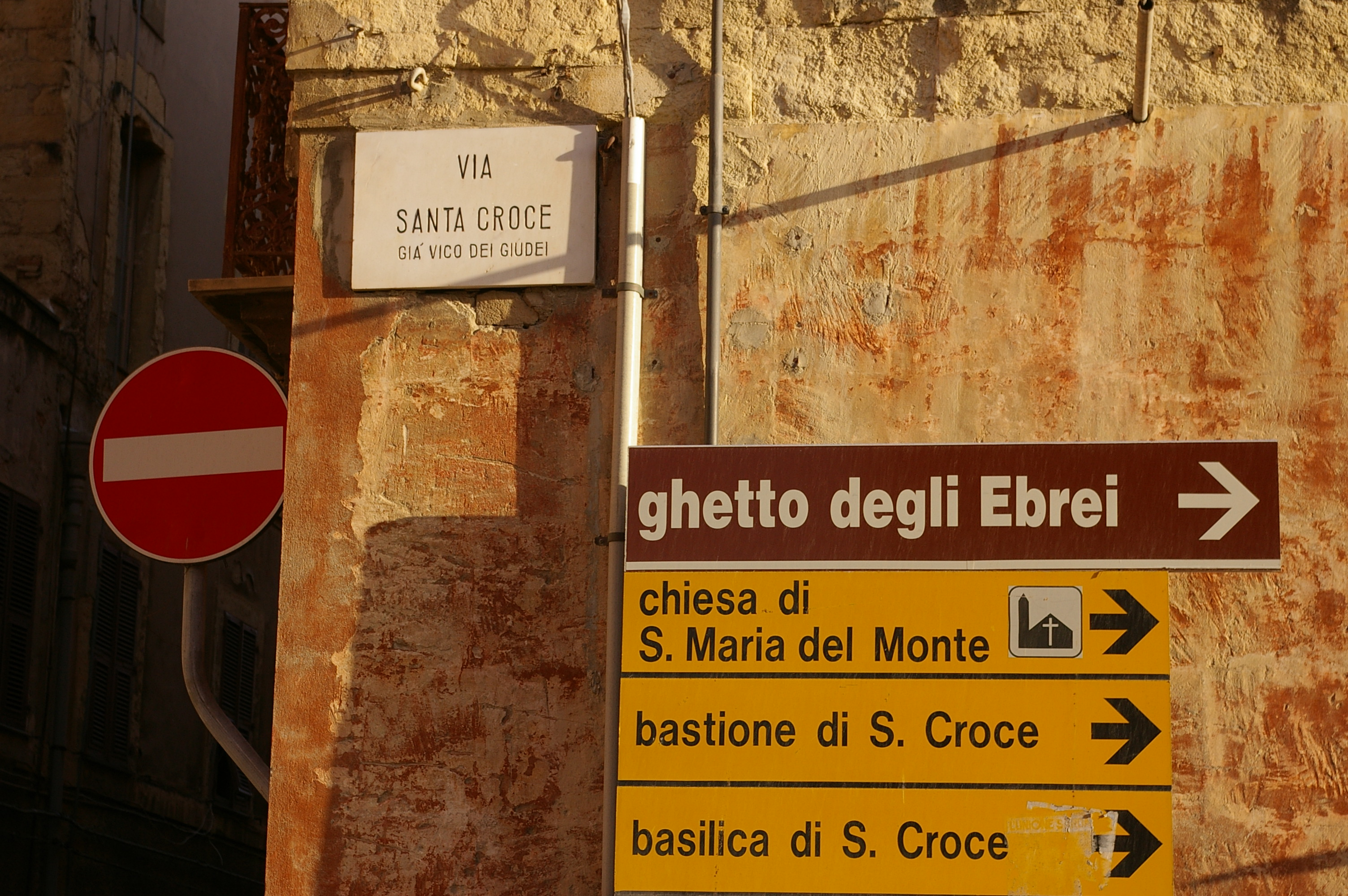
Gia Vico dei Giudei ; Ghetto degli Ebrei - Vestiges de la présence juive à Cagliari.

Le choix du royaume de Naples se révèle rapidement désastreux car celui-ci est d'abord envahi par les Français puis devient possession de Ferdinand II d'Aragon au tout début du XVIe siècle. Les Juifs en sont expulsés dès 1510 et cette expulsion est renouvelée pour toutes les possessions de Charles Quint en Italie du sud en 1541.
Des Juifs espagnols choisissent aussi l'Italie comme terre d'exil et parmi eux, la famille d'Isaac Abravanel qui s'établit d'abord à Naples qu'elle doit fuir lors de l'invasion française, puis, après quelques errances en Méditerranée, à Venise. L'émigration séfarade se poursuit aux XVIe et XVIIe siècles quand de nombreux nouveaux chrétiens émigrent d'Espagne vers l'Italie et particulièrement Venise.
Avec l'immigration séfarade, la communauté juive italienne prend sa composition définitive très originale, avec la cohabitation de trois communautés qui gardent leurs caractères distinctifs : des Juifs dits italiens ou italki, issus de la communauté existant déjà sous l'Empire romain, des Juifs ashkénazes venus d'Allemagne et de France au temps des expulsions, des Juifs séfarades venus d'Espagne du temps des persécutions et de l'expulsion (XIVe – XVIIe siècle) et des Juifs romaniotes, venus des Balkans. En raison de l'instauration des ghettos, ils vivent et bâtissent leurs synagogues les uns à côté des autres, souvent les uns sur les autres. Leur nombre atteint aussi un maximum qui n'est plus dépassé ensuite, environ 50 000 personnes.

### Ghettos

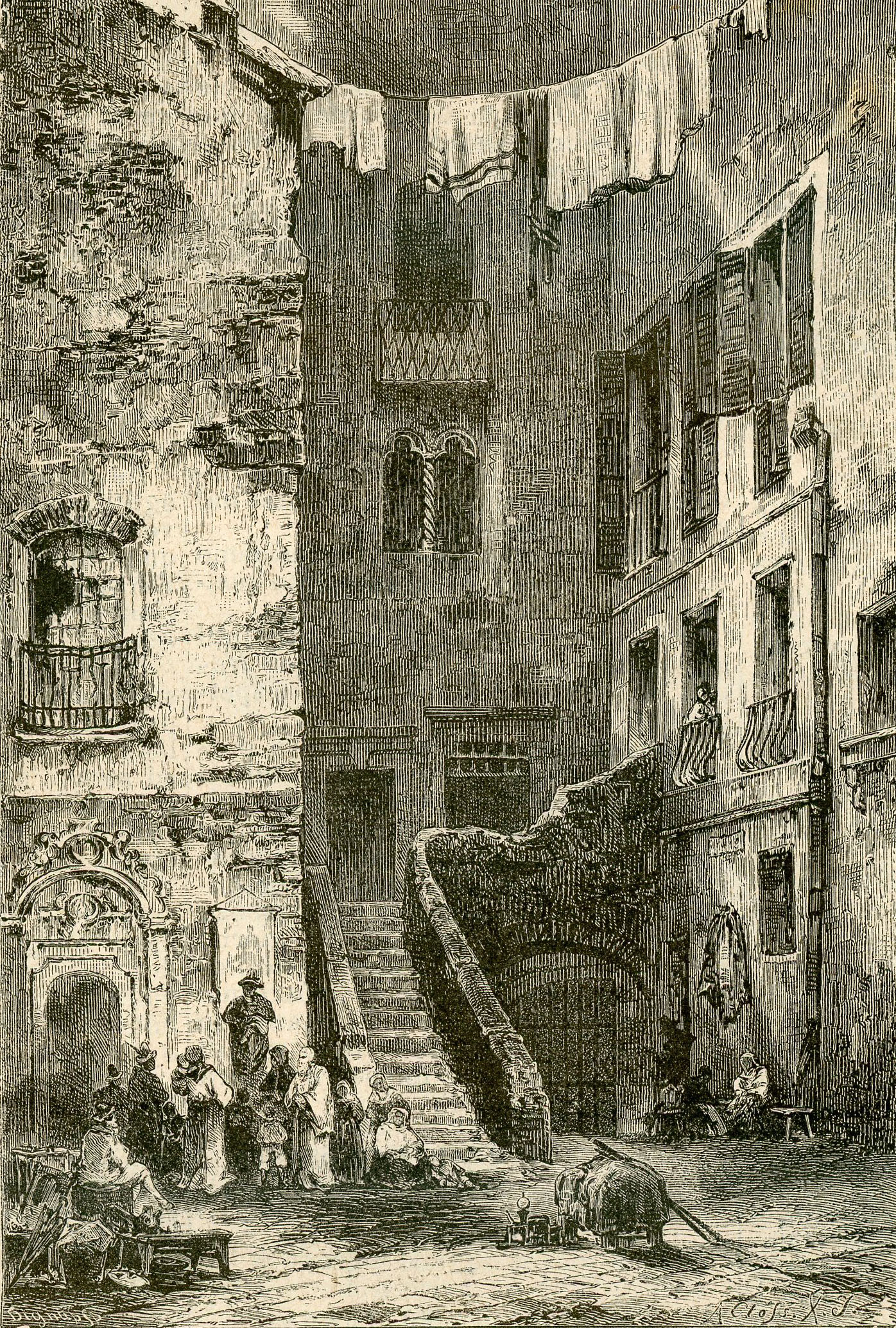
Roma: una via del Ghetto che si vuole atterrare par Gustav Adolf Closs (1884)

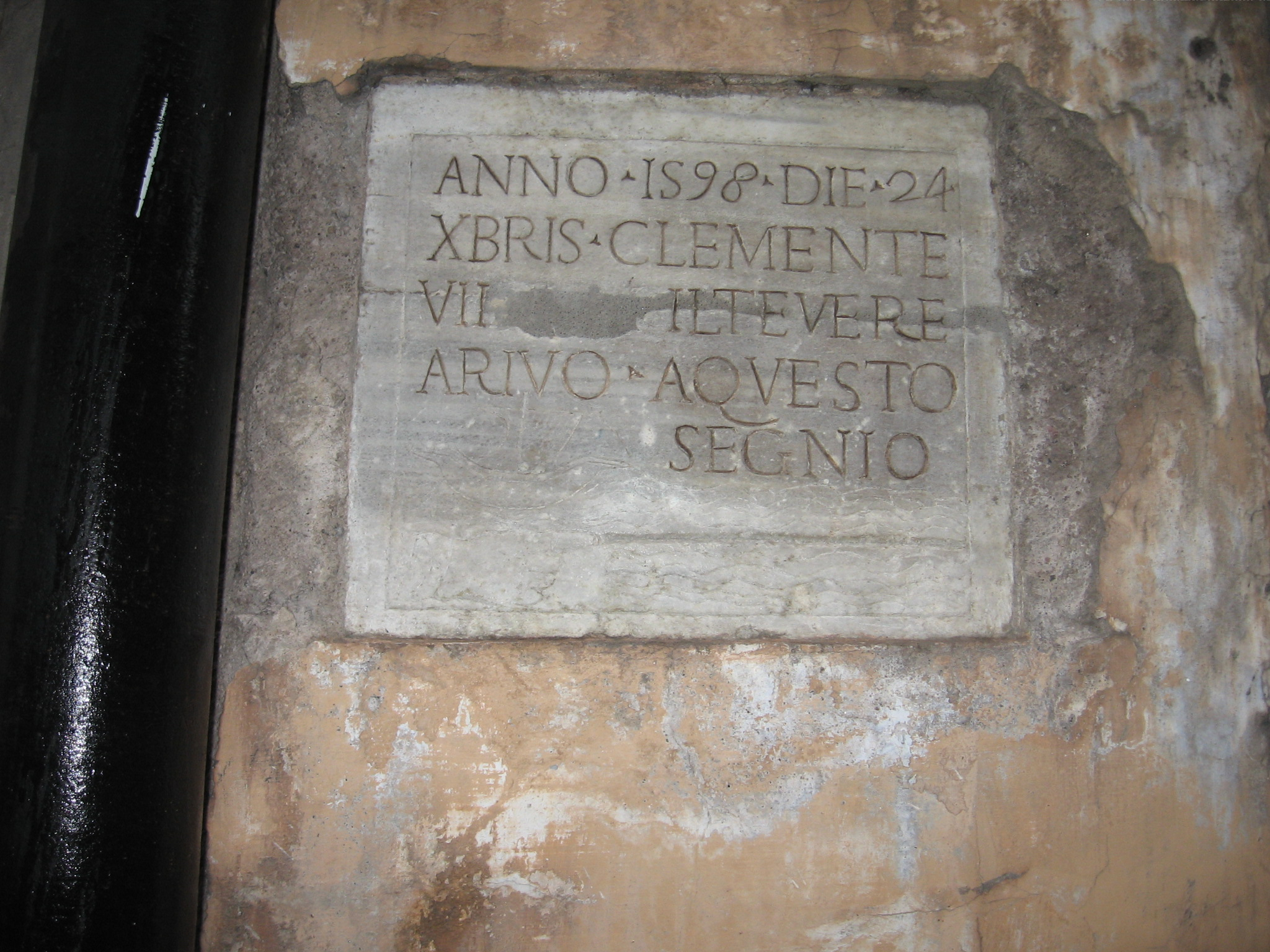
Traces du XVIe siècle dans le ghetto de Rome.

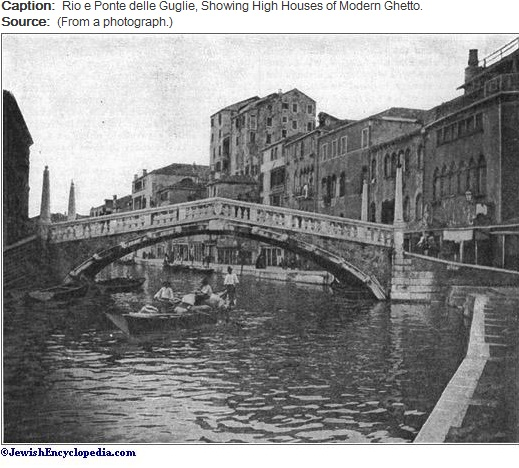
Hauts immeubles du ghetto de Venise (vers 1900)

Les prédicateurs dominicains, à l'instar des Espagnols, demandent l'expulsion des Juifs de Venise dont les autorités choisissent une solution de compromis en imposant la résidence forcée, connue sous le nom de ghetto.
« Les Juifs habiteront tous regroupés dans l’ensemble des maisons situé au Ghetto, près de San Girolamo. Et afin qu’ils ne circulent pas toute la nuit, nous décrétons que deux portes seront mises en place de part et d’autre du Vieux Ghetto, lesquelles seront ouvertes à l’aube et fermées à minuit par quatre gardiens chrétiens employés à cet effet et appointés par les Juifs eux-mêmes au tarif convenu par notre collège ».

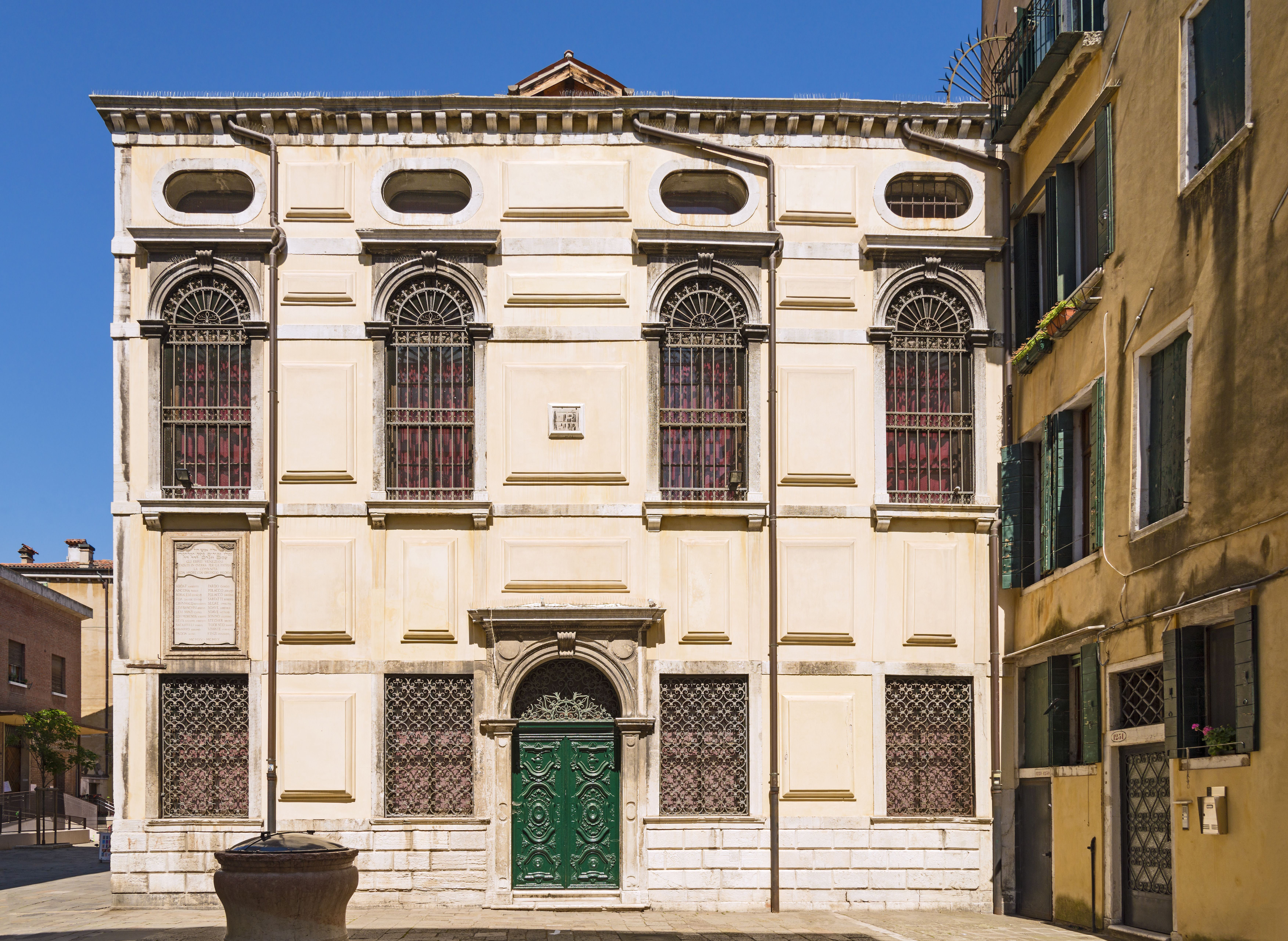
Scola Levantina (1678) dans le ghetto de Venise : on remarque les quatre grandes baies de la salle de prière.

Ce décret du Sénat de Venise daté du 29 mars 1516 marque donc l'invention du ghetto, le début de la séparation forcée d'avec les autres, les chrétiens, même si depuis toujours, les Juifs tenaient à vivre ensemble dans des quartiers où ils étaient relativement nombreux mais d'où les chrétiens n'étaient pas exclus, de façon à pouvoir entretenir une synagogue et une école, rassembler le minyan, c'est-à-dire les dix hommes nécessaires pour faire l'office, et assurer l'abattage rituel. Ce décret n'est pas arrivé non plus par surprise. Depuis longtemps, les Juifs devaient porter un signe distinctif jaune, le sciamanno,. Les Juifs avaient été expulsés d'Espagne, de Provence puis d'Italie du sud. Ce décret peut donc, en comparaison, paraître « modéré », puisque les Juifs continuent à pouvoir vivre et travailler à Venise.
Les Juifs ne cessent d'affluer pour trouver refuge à Venise et malgré les constructions de grande hauteur qui le caractérise toujours, il faut agrandir le ghetto dit Ghetto Novo par l'annexion d'un nouveau quartier, le Ghetto Vecchio, puis plus tard encore, celle du Ghetto Novissimo. Plusieurs synagogues sont ouvertes, représentant les différents rites présents en Italie.

#### Autodafés, persécutions, expulsions
La situation des Juifs en Italie se détériore encore avec la Contre-Réforme intolérante à tout ce qui est non-catholique et prônée par le concile de Trente qui dure de 1545 à 1563. En 1553, des autodafés de livres juifs sont organisés à Rome et à Crémone. Le 21 octobre 1553, le Talmud est brûlé sur la place Saint-Marc à Venise.
En 1555, le pape Paul IV publie la bulle Cum nimis absurdum par laquelle sont institués des ghettos dans les États pontificaux. D'autres articles de cette bulle interdisent la possession immobilière, la construction de nouvelles synagogues et la pratique par les Juifs d'autres activités que le commerce de vieux chiffons. Par la bulle Hebraeorum gens de Pie V, en 1569, les Juifs sont expulsés des États pontificaux à l'exception des ghettos de Rome et Ancône. L'expulsion est abrogée en 1586 par Sixte V dans Christiana pietas mais rétablie en 1593 par Clément VIII dans sa bulle Caeca et obdurata. Les Juifs de la péninsule ibérique convertis de force deviennent souvent des marrani appelés aussi Ponentini (venus du Ponent). Des ghettos sont établis en république de Venise, à Padoue, en Toscane, à Florence où l'étalissement du ghetto donne lieu à une profitable opération immobilière par les Médicis et à Sienne, à Gênes et à Turin.
Pendant les fêtes à Rome, les Juifs doivent amuser les chrétiens, en concurrence entre eux dans des jeux humiliants. Ils doivent courir nus, avec une corde autour du cou, ou les jambes enfermées dans des sacs ; parfois, ils sont également montés par des soldats. Voyageant à Rome en 1581, Michel de Montaigne note dans ses Essais qu'ont lieu lors du carnaval de Rome, des « courses où concourent, poussés par des soldats à cheval, buffles, ânes, enfants, Juifs, vieillards et estropiés de toutes sortes ».
Les persécutions antijuives se poursuivent durant tout le XVIIe siècle (et ne cessent en fait qu'avec l'arrivée des Français en Italie en 1796) : en 1597, Philippe II d'Espagne expulse les Juifs du duché de Milan ; en 1682, les banques juives de Rome sont fermées ; en 1684, le ghetto de Padoue est pillé. Ici comme ailleurs, les Juifs sont parfois tenus d'assister à un sermon le samedi et frappés s'ils sont inattentifs ainsi que le Vendredi saint, lors de prière Oremus et pro perfidis Judaeis, pouvant occasionner des émeutes de la population contre eux.

### Dynamisme du judaïsme italien
| \| L'Aquila (Via ed Arco dei Giudei in Paganica) · Casacanditella · Castel di Ieri · Guardiagrele · Lanciano · Loreto Aprutino · Tornimparte · Arena · Galatro (Largo Giudecca, Via Giudecca et Vico Primo Giudecca) · Martirano · Montalto Uffugo · Reggio de Calabre · Rossano (Piazza Giudecca et Via Giudecca) · Melito di Porto Salvo · Paola · Sarno · Naples · Somma Vesuviana · Argelato · Bologne · Imola · Longiano · Lugo · San Giorgio di Piano · Berra · Scandiano · Ro · Canale Monterano · Bomarzo · Filettino · Ronciglione · Lerici · Mornico Al Serio · Bagnolo San Vito · Brissago-Valtravaglia · Moglia · Viadana · Villimpenta · Urbin (via Monte degli Ebrei) · Camerino · Barchi · Gradara · Pesaro · Villimpenta · Acquasparta · Gualdo Tadino · Alexandrie (via Sale in Contrada Ebrei) · Niella-Belbo · Rivalta di Torino · San Francesco al Campo · Verolengo · Vicoforte · Ostuni (Passatoio dei Giudei) · San Severo · Trani · Alessano · Altamura (Claustro La Giudecca) · Carpignano Salentino · Gallipoli · Secli · Cursi · San Marino (viale Campo dei Giudei) · Alghero (Carrero des Hebreus) · Cagliari · Mineo · Naso · Trapani · Taormine · Livourne (Via Ebrei Vittime del Nazismo) · Villafranca in Lunigiana (Borgo degli Ebrei) · Anghiari · Cavallino-Treporti · Illasi · Marano di Valpolicella · Mogliano Veneto · Monselice · Nogarole Rocca · Pontecchio Polesine · Sorgà · Teolo · Trevenzuolo · Venise (Ghetto Vecchio, Campo di Ghetto Nuovo) · Vérone · Zimella \| indique l'utilisation des termes Ebrei ou Giudei. · indique l'utilisation du terme giudecca. · indique l'utilisation du terme ghetto. |
| L'Aquila (Via ed Arco dei Giudei in Paganica) · Casacanditella · Castel di Ieri · Guardiagrele · Lanciano · Loreto Aprutino · Tornimparte · Arena · Galatro (Largo Giudecca, Via Giudecca et Vico Primo Giudecca) · Martirano · Montalto Uffugo · Reggio de Calabre · Rossano (Piazza Giudecca et Via Giudecca) · Melito di Porto Salvo · Paola · Sarno · Naples · Somma Vesuviana · Argelato · Bologne · Imola · Longiano · Lugo · San Giorgio di Piano · Berra · Scandiano · Ro · Canale Monterano · Bomarzo · Filettino · Ronciglione · Lerici · Mornico Al Serio · Bagnolo San Vito · Brissago-Valtravaglia · Moglia · Viadana · Villimpenta · Urbin (via Monte degli Ebrei) · Camerino · Barchi · Gradara · Pesaro · Villimpenta · Acquasparta · Gualdo Tadino · Alexandrie (via Sale in Contrada Ebrei) · Niella-Belbo · Rivalta di Torino · San Francesco al Campo · Verolengo · Vicoforte · Ostuni (Passatoio dei Giudei) · San Severo · Trani · Alessano · Altamura (Claustro La Giudecca) · Carpignano Salentino · Gallipoli · Secli · Cursi · San Marino (viale Campo dei Giudei) · Alghero (Carrero des Hebreus) · Cagliari · Mineo · Naso · Trapani · Taormine · Livourne (Via Ebrei Vittime del Nazismo) · Villafranca in Lunigiana (Borgo degli Ebrei) · Anghiari · Cavallino-Treporti · Illasi · Marano di Valpolicella · Mogliano Veneto · Monselice · Nogarole Rocca · Pontecchio Polesine · Sorgà · Teolo · Trevenzuolo · Venise (Ghetto Vecchio, Campo di Ghetto Nuovo) · Vérone · Zimella |

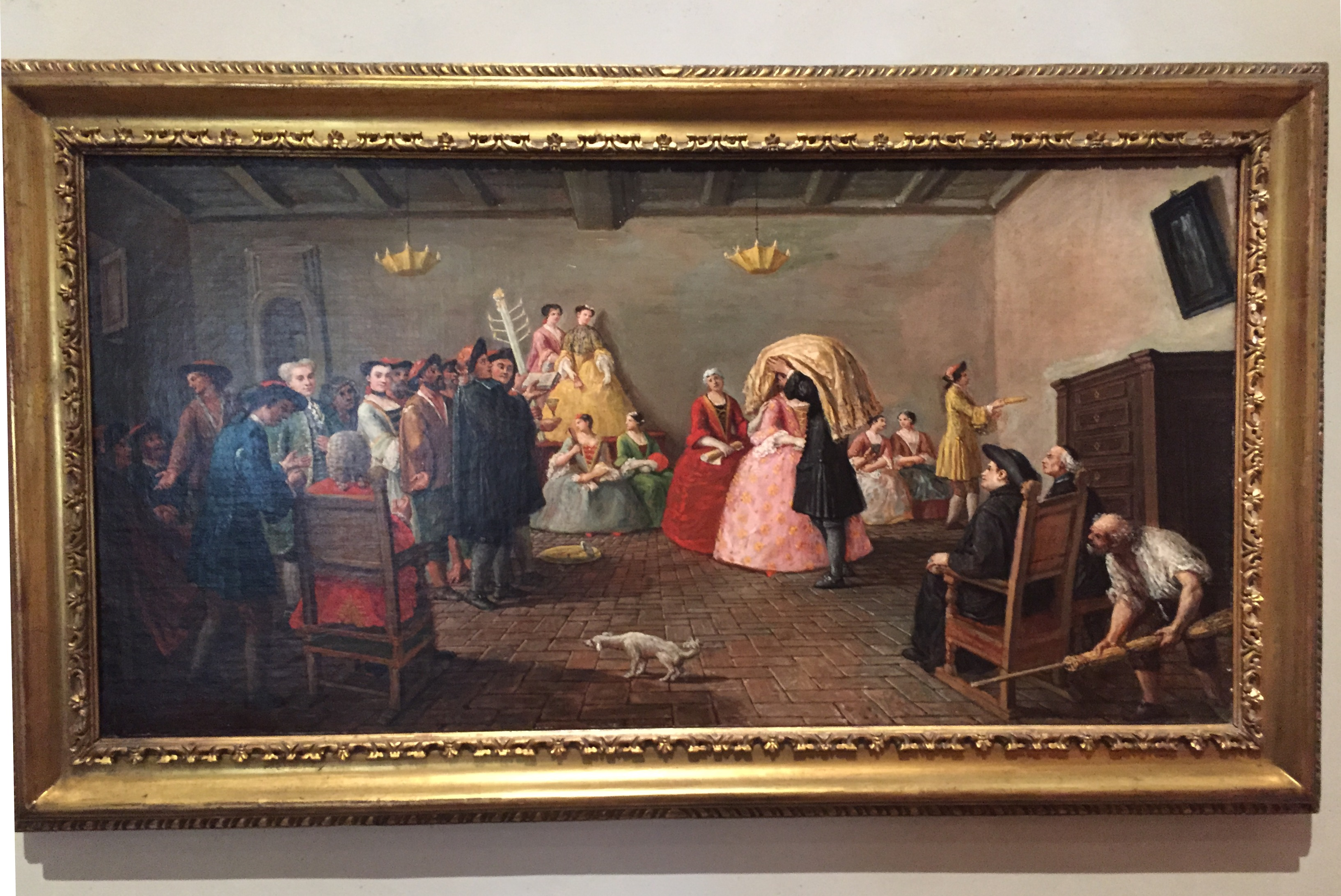
Un mariage juif, Venise, vers 1780 - Marco Marcola (1740 - 1793) - Musée d'art et d'histoire du judaïsme, Paris.
Les hommes portent des chapeaux rouges car cela était alors imposé aux Juifs vénitiens.

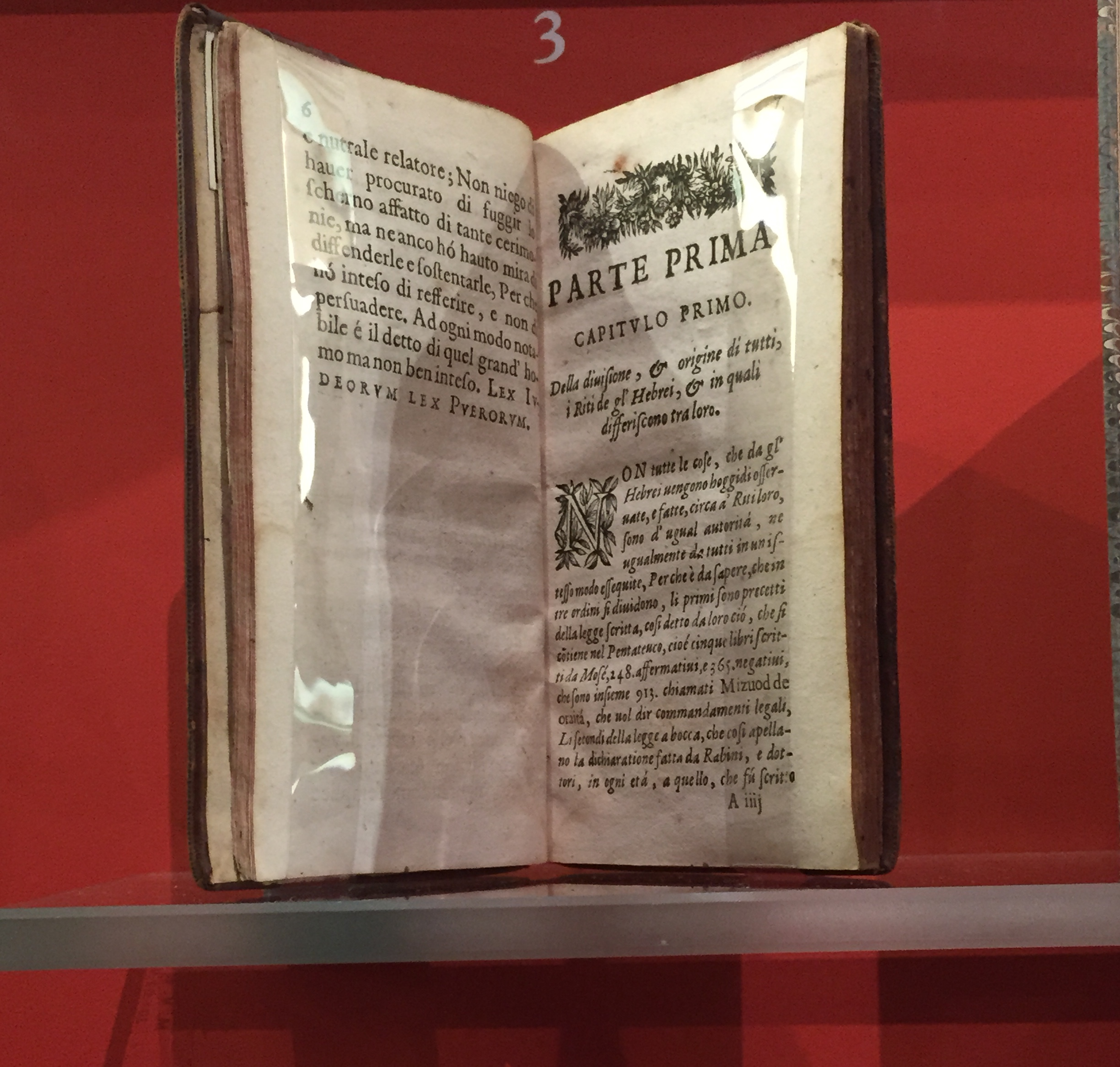
Édition parisienne de l'Histoire des rites juifs par Léon de Modène (1637)

Bien que l'institution du ghetto résulte d'une politique d'intolérance et d'exclusion, elle survient dans un contexte d'expulsions, d'interdictions de séjour sur les territoires espagnols, français et anglais, et de massacres en Pologne. Le judaïsme italien connaît donc en comparaison une vie paisible dans un pays où l'Église, considérant les Juifs comme les témoins de son histoire, ne souhaite pas leur disparition. Cela permet, malgré la vie en ghetto, une activité intellectuelle remarquable pour une petite communauté qui fait partie de la société italienne.
Les juifs d'Italie partageaient avec les chrétiens la même langue parlée et les grandes orientations intellectuelles. Une cohabitation relativement tranquille permit le développement d'une sorte de « parallélisme » entre les cultures chrétienne et juive ; lorsque de profonds changements intellectuels commencèrent à se manifester à l'époque de la Renaissance, les Juifs participèrent au mouvement, mais en suivant leur tradition religieuse, intellectuelle, voire linguistique.
Un exemple frappant est celui de la rhétorique. La diffusion de cette discipline vers la fin du XVe siècle fut un des éléments les plus importants de la Renaissance. Un des grands intellectuels juifs de cette époque, Yehuda ben Yehiel dit Messer Leon, rédigea une rhétorique en hébreu, appelée Nofet Tzufim (« Le suc des rayons ») où il retrouvait dans la Bible le modèle de toutes les figures rhétoriques classiques et réclamait donc pour les Juifs la création de cette discipline ancienne-nouvelle. La génération suivante, des auteurs juifs importants comme Yohanan Alemanno et Moshe de Rieti proposèrent un nouveau style littéraire hébraïque, qui peut être vu comme le parallèle du « nouveau » style latin des humanistes chrétiens.
Le parallélisme entre cultures chrétienne et juive allait jusqu'à une véritable collaboration intellectuelle : des savants juifs ont traduit  vers le latin des ouvrages d'auteurs arabes conservés dans les versions hébraïques, d'autres rédigeaient des grammaires de l'hébreu destinées aux « hébraïsants »  chrétiens. Un autre élément de valeurs partagées était l'utilisation de la langue italienne. Des poètes juifs ont rédigé des poèmes bilingues, où l'hébreu et l'italien s'alternent selon un mètre fixe, d'autres ont traduit en vers italiens des poèmes hébraïques importants.
Dès 1502, Juda Abravanel fait paraître ses Dialogues d'amour, ouvrage néo-platonicien qui a influencé de nombreux écrivains du XVIe siècle, de Cervantès à Montaigne. Le rabbin Menahem Azariah da Fano fait connaître en occident l'œuvre des cabbalistes Joseph Caro et Moïse Cordovero. Ovadia Sforno, exégète et médecin du XVIe siècle publie des commentaires de la Torah et d'autres textes bibliques, qui, eux-mêmes, font toujours l'objet d'études. Azaria di Rossi met le monde juif en émoi en publiant son Meor Einayim, dans lequel il se livre pour la première fois à une critique de certains classiques du judaïsme rabbinique. En 1555, la première pièce de théâtre jamais écrite en hébreu est publiée par Juda Leone Sommo, un auteur et directeur de théâtre.

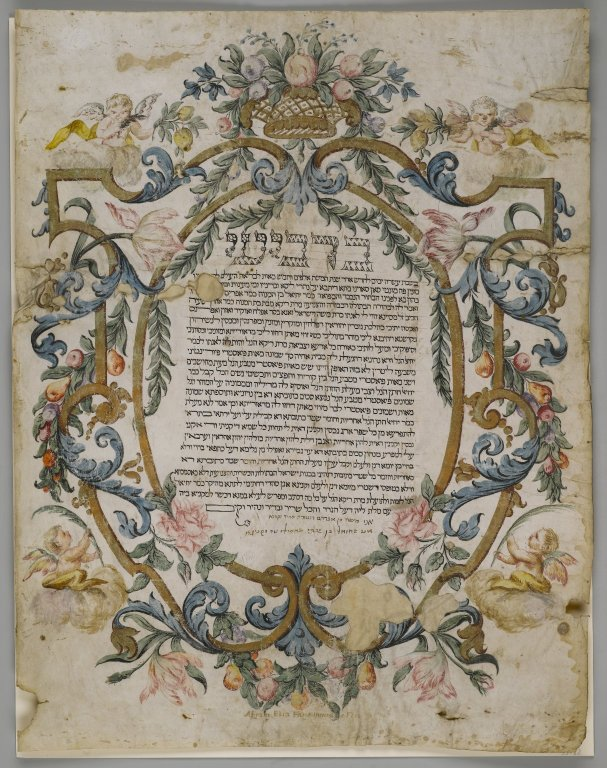
Ketouba signée « Abram Elia Fano inventio and fece » (v. 1740)

Les Juifs d'Italie, comme ceux de tout le bassin méditerranéen, sous l'influence de nombreux cabbalistes, sont touchés, aux XVIe et XVIIe siècles, par les mouvements messianiques qui annoncent une rédemption imminente. En 1532, le faux messie Salomon Molkho est brûlé vif à Mantoue pour apostasie. Au XVIIe siècle, l'un des plus fervents partisans de Sabbataï Tsevi, Nathan de Gaza essaye de convaincre les communautés de Venise et de Livourne de la justesse de sa cause.
En 1593, Ferdinand Ier permet à des marchands étrangers et notamment des marranes portugais de s'établir librement à Livourne. C'est le début de l'essor de la communauté juive de Livourne qui atteint 5 000 personnes à la fin du XVIIIe siècle et dont les ressortissants établis plus tard en Tunisie se font connaître sous le nom de Granas. Le commerce de denrées comme le corail, le vin, le café etc. fait la fortune des commerçants livournais jusqu'au XIXe siècle quand la disparition des privilèges livournais augmente la concurrence des autres ports. C'est à Livourne que naît en 1784 Moïse Montefiore, précurseur du sionisme et fondateur du premier quartier juif hors les murs de la Vieille ville à Jérusalem.

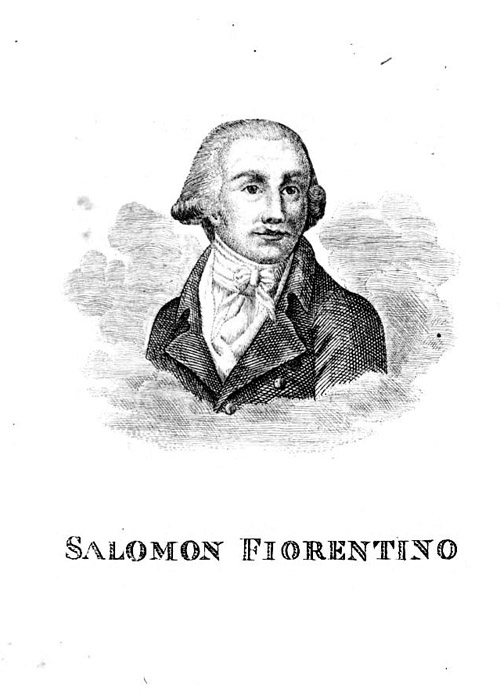
Salomone Fiorentino (1743-1815), poète florentin.

En 1602, à Venise, Deborah Corcos Ascarelli publie un petit livre de poèmes en italien, première publication d'une femme juive
Au XVIIe siècle, Simone Luzzatto et Léon de Modène, deux rabbins vénitiens, font paraître des ouvrages novateurs qui ne s'adressent pas exclusivement à des Juifs et qui présentent le judaïsme de façon plus moderne. Simone Luzzato (qualifié de « démagogue » par la Jewish Encyclopedia) publie son Discorso circa il stato degli Ebrei (Discours sur l'état des Hébreux) qui aborde la vie politique et sociale des Juifs dans un environnement non-juif. Quant à Léon de Modène, il est le premier à introduire un chœur à la synagogue, à Ferrare, et il publie une Histoire des rites juifs traduite en français, anglais et hollandais.
Les nombreuses via degli Ebrei, via dei Giudei ou via ghetto existant jusqu'à nos jours témoignent de l'implantation de quelques-unes de ces communautés, particulièrement nombreuses en Vénétie. Les rues du sud de l'Italie (où l'on trouve de nombreuses via giudecca ou rue juiverie), de la Sardaigne et du royaume de Naples, anciennes possessions espagnoles, témoignent de l'existence de communautés expulsées en 1492 et 1501 à la suite du décret de l'Alhambra.

#### Synagogues

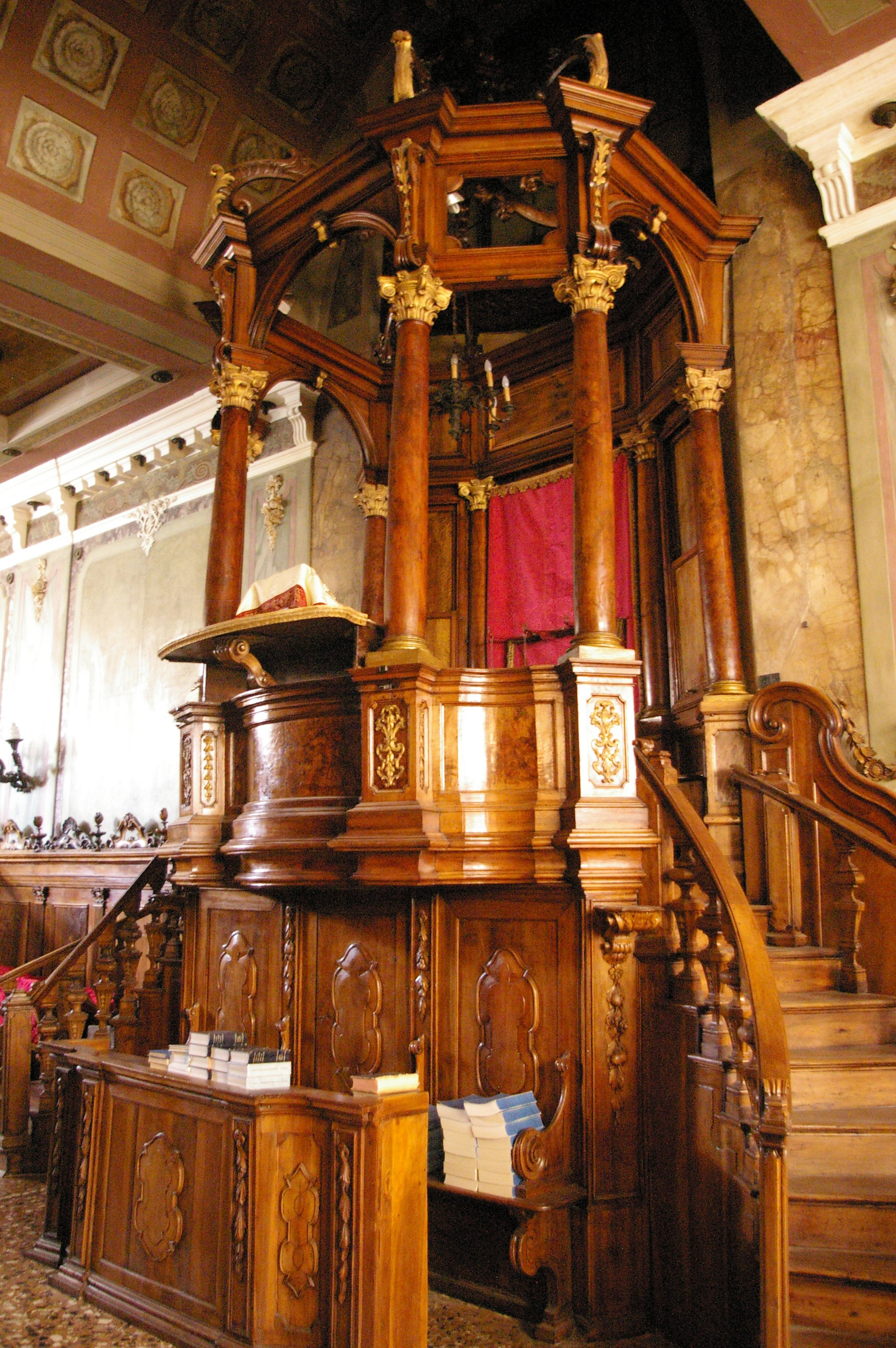
Bimah de la synagogue italienne de Padoue (1617)

Du XVIe au XVIIIe, les Juifs italiens bâtissent de nombreuses synagogues, considérées aujourd'hui comme des joyaux de l'architecture synagogale.

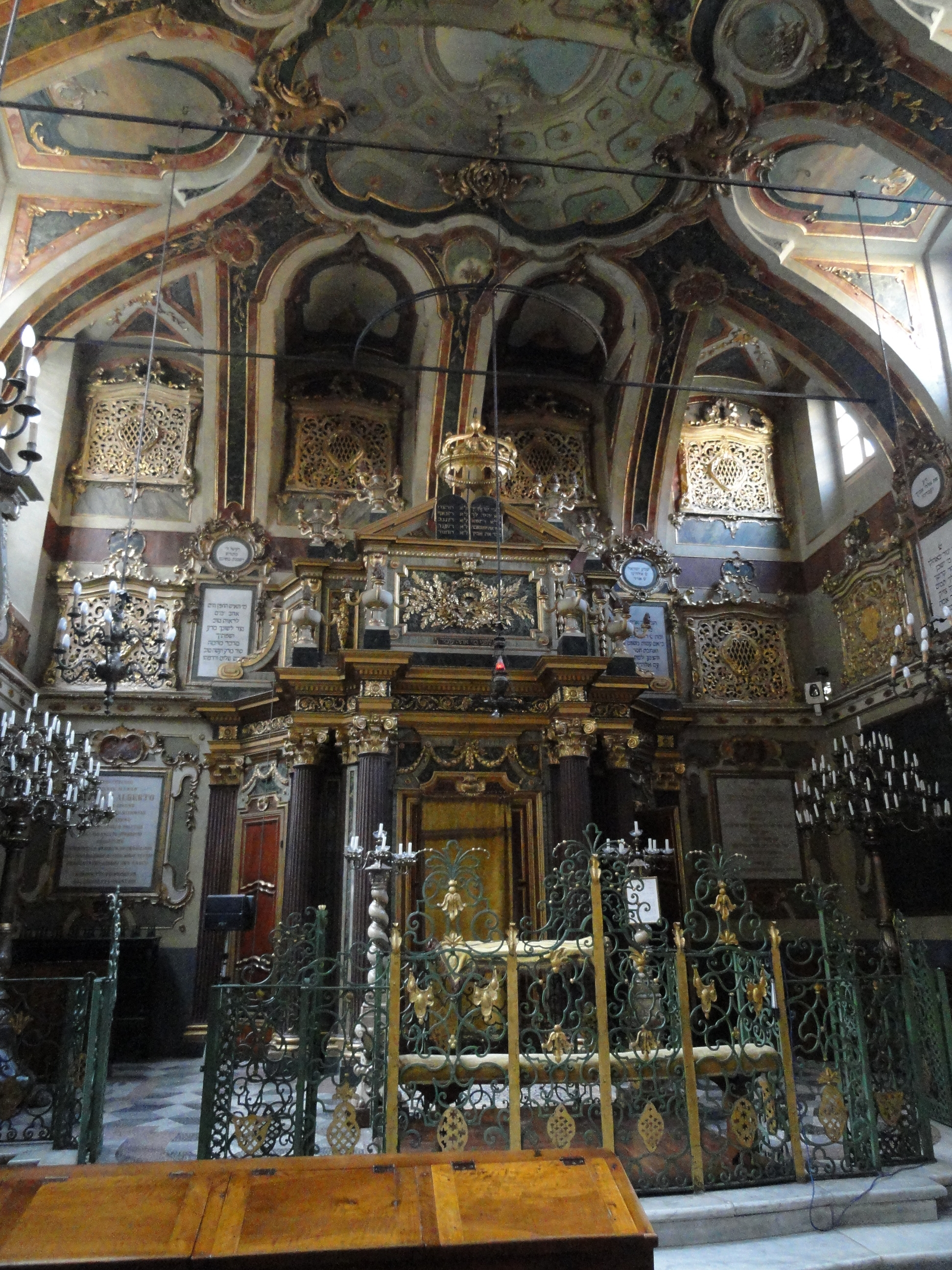
Synagogue de Casale Monferrato, (Piémont) - Arche sainte et bimah (1599)

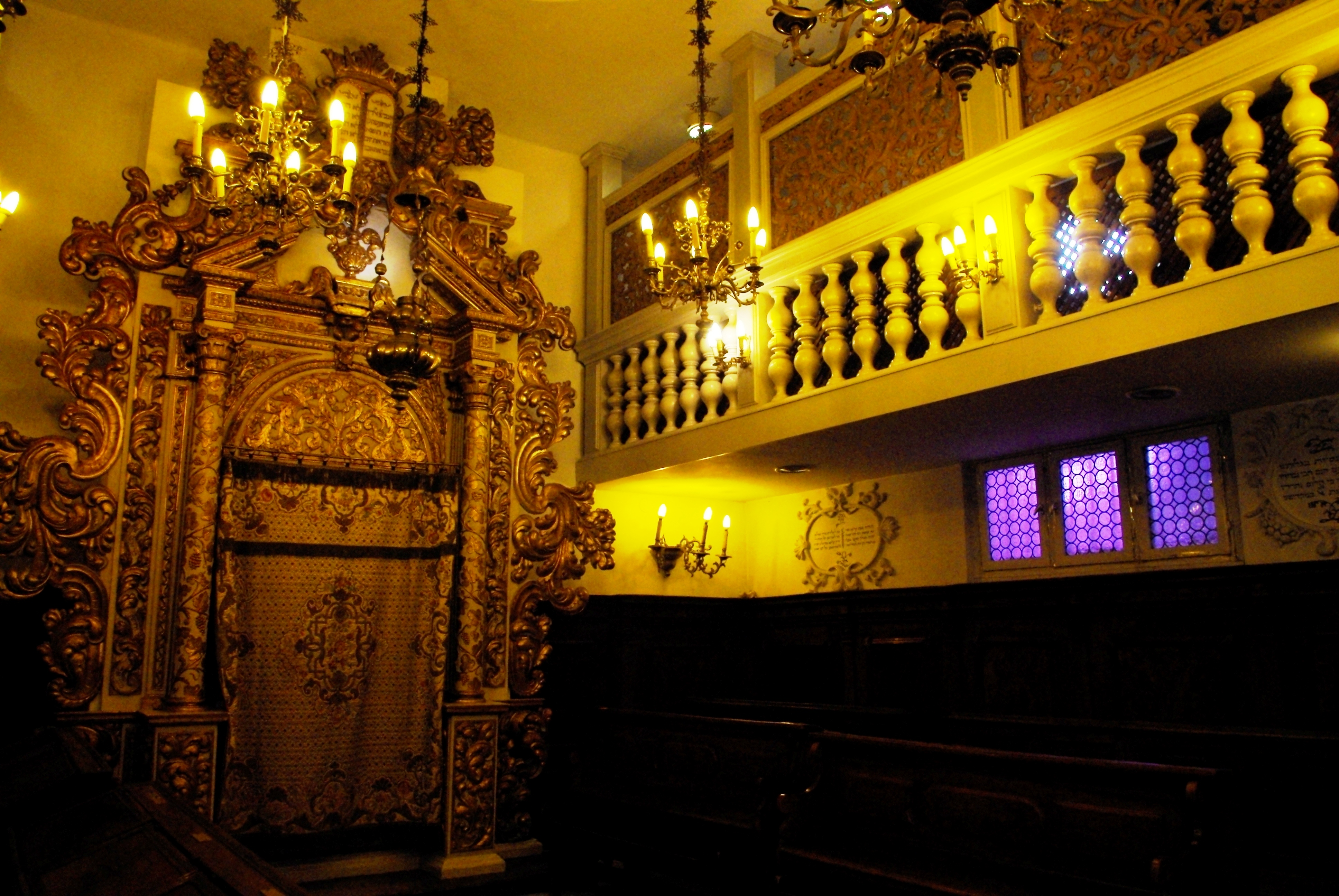
Synagogue de Conegliano (XVIIIe siècle), transportée au musée d'art juif italien de Jérusalem

Reflétant l'ambivalence de la vie en ghetto, toujours sujette aux caprices des princes, elles sont discrètes, à peine distinguables par le passant des maisons avoisinantes. Elles sont petites parce que les communautés ne sont jamais très importantes et que l'exiguïté du ghetto ne permet pas de bâtir large. Elles sont nombreuses car, dans les grandes villes comme Venise, Rome ou Padoue, il faut disposer de synagogues offrant des services pour chacune des communautés présentes en Italie, dont les ashkénazes, les séfarades et les « italiens ». La salle de prières est presque toujours en étage, ouverte par de larges baies. Mais elles sont très richement aménagées. Leur décoration intérieure reflète le goût de l'époque et est fortement marquée par l'art baroque, avec des estrades souvent entourées de colonnes, pouvant rappeler, toutes proportions gardées, le baldaquin du Bernin à Saint-Pierre de Rome. Le joyau en est peut-être la Scola Grande Tedesca ou Grande synagogue ashkénaze de Venise.

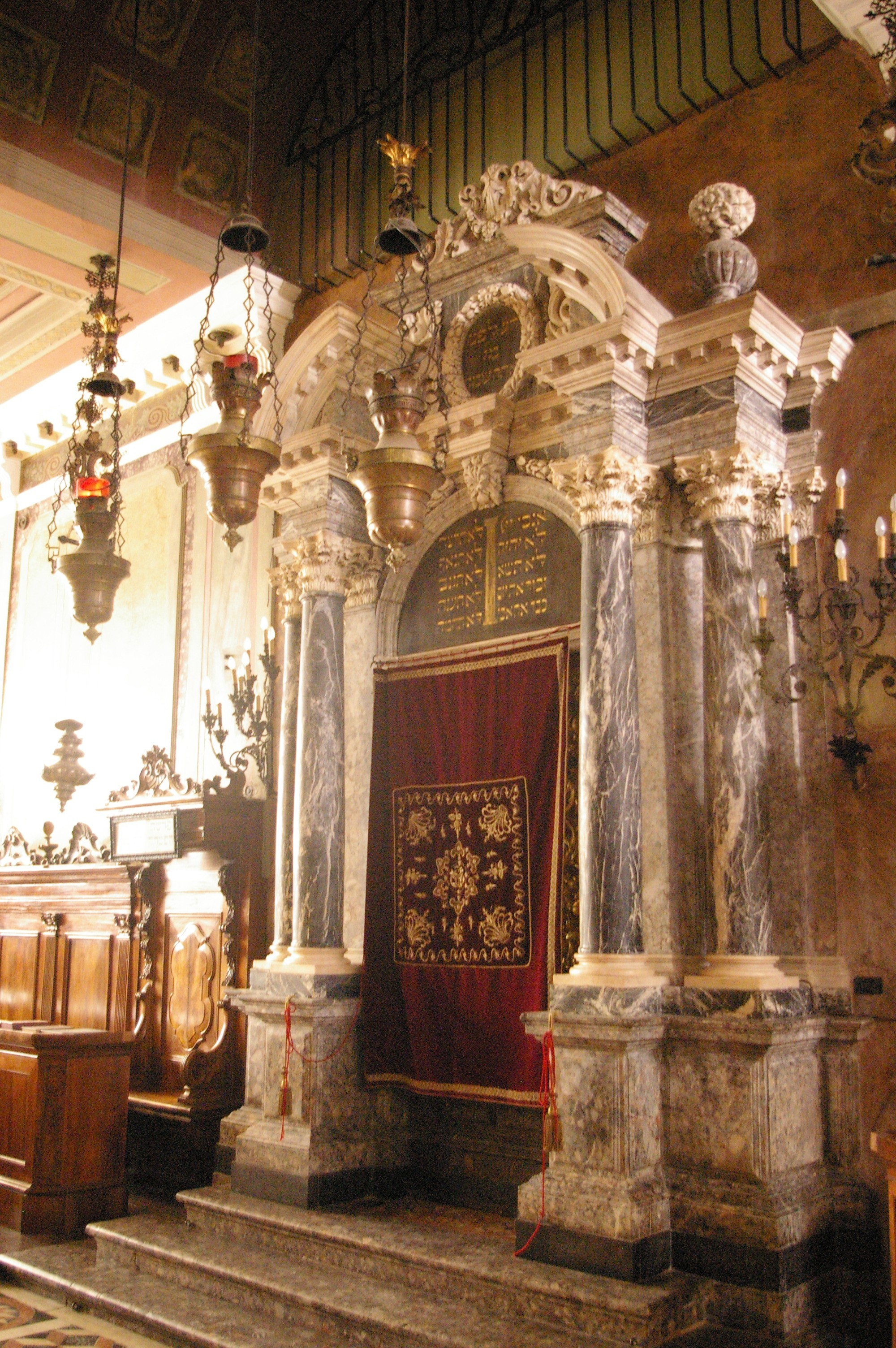
Arche sainte de la synagogue italienne de Padoue

Dans le ghetto de Rome, le manque de place combiné avec la diversité des traditions donne lieu à la Piazza delle Cinque Scuole et à un immeuble qui abrite cinq synagogues superposées ou plutôt cinq oratoires de différentes traditions.

### Conséquences de la Révolution française
En 1781, l'édit de tolérance de Joseph II émancipe partiellement les Juifs des possessions impériales qui comprennent Trieste. Mais ce sont les troupes françaises de Napoléon Bonaparte - parties combattre les Autrichiens qui occupent alors le nord de l'Italie - qui apportent la liberté aux Juifs italiens en 1796. Les portes des ghettos sont arrachées et brûlées, les notables juifs peuvent siéger dans les municipalités. La population juive est alors estimée à 30 000 personnes au début du XIXe siècle.
Les Juifs italiens sont invités à participer à l'Assemblée des notables puis au Grand Sanhédrin convoqués par Napoléon. Parmi les Juifs français, des rabbins éminents tel Abraham Vita de Cologna qui fut grand-rabbin de France de 1812 à 1826 et de simples notables comme Abraham Tedesco, négociant à Venise, y participent.
Avec la chute de Napoléon, la condition des Juifs est remise en question : les Italiens catholiques avaient identifié les Juifs aux Français athées. Les Juifs sont alors victimes d'émeutes anti-juives tandis qu'on retourne aux lois anciennes les concernant, particulièrement dans les États pontificaux où le ghetto de Rome est rétabli. Comme un peu partout dans le pays, et notamment sous Pie VI, les Juifs sont tenus d'assister à un sermon le samedi, avant de se rendre à la synagogue,.

Visitant Rome en 1832, le pèlerin chrétien Joseph d'Avenel rapporte : 
« J'arrivai bientôt au champ des Fleurs, qui semble ainsi appelé pour faire ressortir ce qu'il y a de sinistre dans les noms des places et des rues du Ghetto. De la rue des Fleurs, on gagne la place des Larmes (piazza del Pianto)… À l'église Saint-Michel, pendant longtemps un Dominicain faisait tous les quinze jours aux juifs un sermon en italien ; il le commençait par un verset de la Bible qu'il traduisait de l'hébreu. Trois cents juifs étaient forcés d'assister à ses prédications ; mais elles étaient stériles : elles ont cessé. Souvent il arrive que les juifs, portant un mort au cimetière, sont accompagnés par les huées du peuple romain… Tous les soirs, les portes du Ghetto se referment sur les juifs comme sur un troupeau parqué. Presque tous ici vendent de vieux habits, et les rues du Ghetto en sont tapissées. Il y a quelques années, ils demandèrent à étendre leur quartier trop resserré ; mais les Transteverins marchèrent vers le Ghetto avec du bois et du feu, et on ne le sauva de l'incendie qu'avec de grands efforts. »
Ailleurs par contre, notamment à Milan et dans les possessions autrichiennes, mais aussi en Toscane, les Juifs font maintenant partie de la moyenne bourgeoisie et participent pleinement à la vie sociale et politique.

## L'Italie moderne, de 1848 à aujourd'hui

### Conquête de l'égalité des droits: 1848-1870

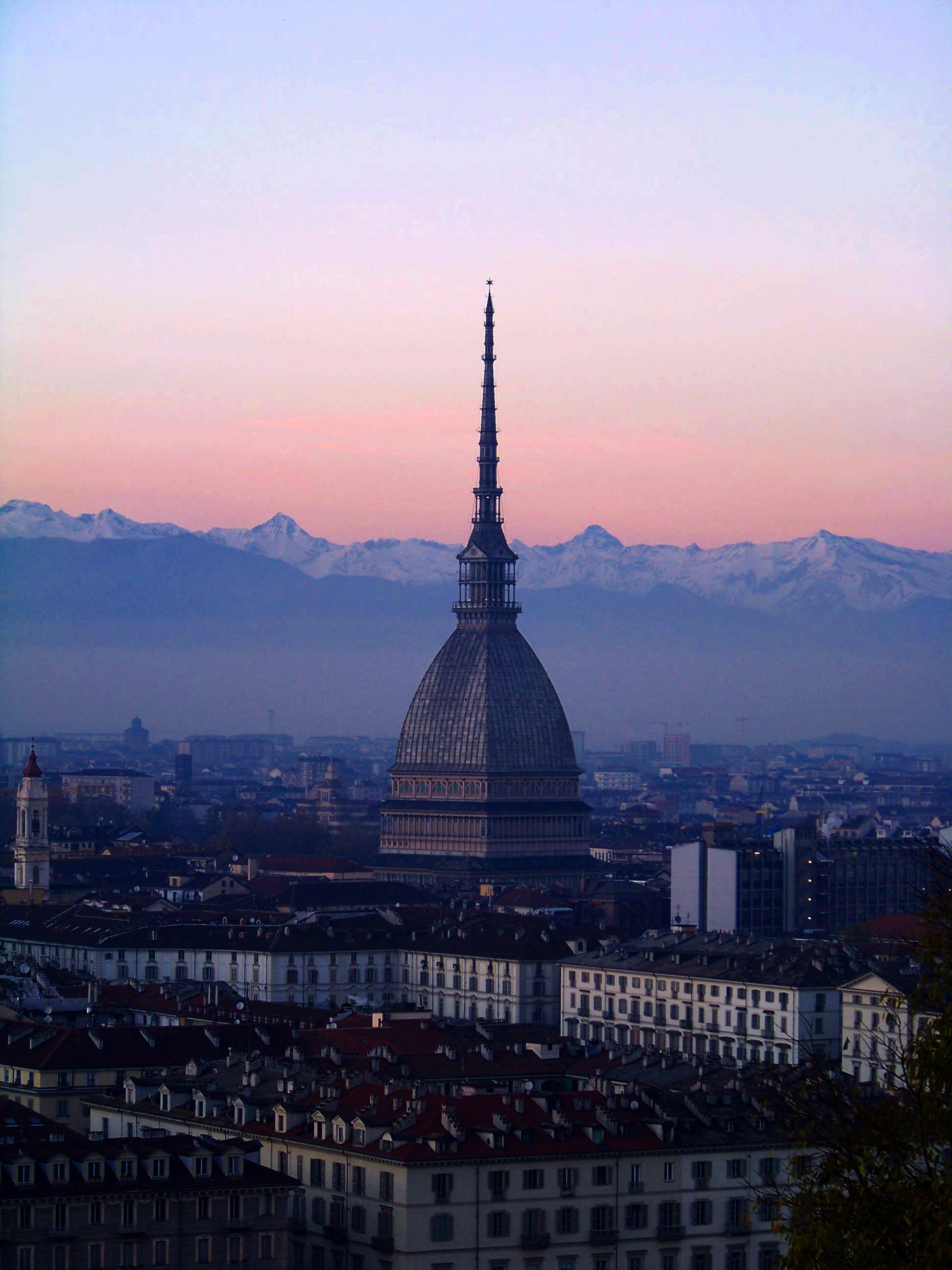
Mole Antonelliana à Turin, construit originellement pour être une synagogue.

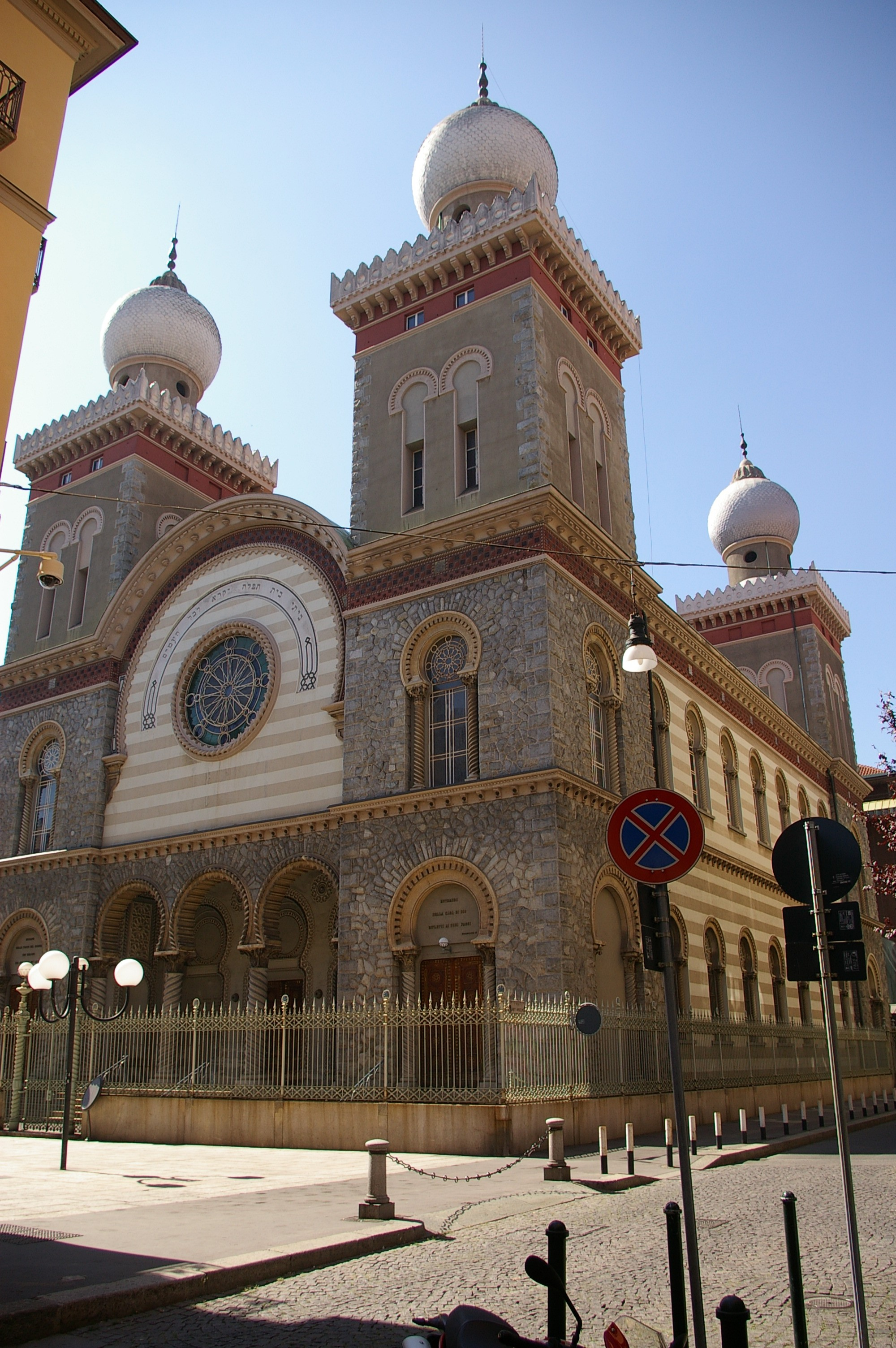
Synagogue de Turin, de style hispano-mauresque.

Le 4 mars 1848, dans la mouvance libérale de la période, le roi Charles-Albert donne une constitution au royaume de Piémont-Sardaigne, dans laquelle l'égalité de tous devant la loi est proclamée et les cultes, autres que le catholicisme, religion d'État, sont tolérés :

« Statut albertin, 4 mars 1848, des droits et des devoirs des citoyens, article 24 : Tous les sujets du royaume, quel que soit leur titre ou grade, sont égaux devant la loi. Tous jouissent de manière égale des droits civils et politiques et sont admissibles aux charges civiles et militaires sauf les exceptions prévues par la loi. »

C'est l'émancipation pour les Juifs de ce royaume qui est explicitement confirmée par un décret royal le 29 mars 1848 :

« décret du 29 mars 1848, numéro 688 […] : Les sujets juifs du Royaume bénéficieront à la présente date de tous les droits civils et de la faculté d'acquérir des diplômes universitaires, […]. »

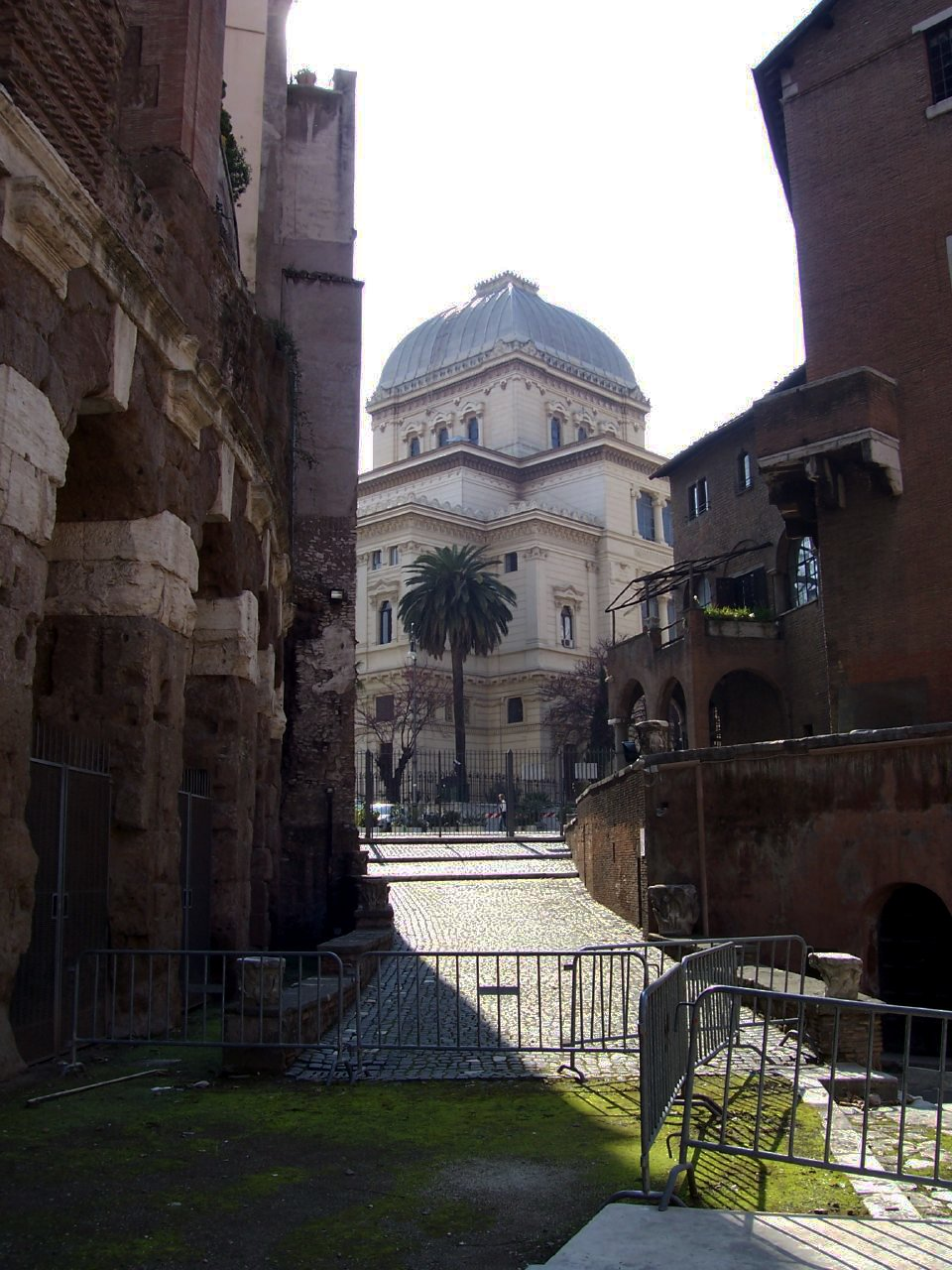
Grande synagogue de Rome.

À Rome et dans les États pontificaux, Pie IX ordonne la destruction des murs des ghettos mais la chute de la République romaine, avec l'aide des troupes de la IIe République française, entraîne une violente réaction de la population, qui ramène les Juifs dans les ghettos papaux.
En 1858 éclate, à Bologne, l'affaire Mortara, du nom d'un garçonnet enlevé par les autorités pontificales à sa famille juive, sous le prétexte qu'une employée de la famille l'avait secrètement baptisé (ondoyé) lors d'une maladie ; malgré tous les recours internationaux, le pape Pie IX ne cédera jamais et le jeune Mortara deviendra prêtre catholique à l'âge adulte. C'est entre autres en raison de cette affaire que se constitue l'Alliance israélite universelle (AIU).
Entre 1859 et 1870, la maison de Savoie étend son emprise sur toute l'Italie, y compris Rome, et les juifs y bénéficient alors, comme dans le reste du royaume d'Italie, d'une entière citoyenneté.

### Émancipation et synagogues monumentales
L'émancipation entraîne l'assimilation très rapide des juifs en Italie. Vittorio Segre, un historien israélien d'origine italienne peut écrire : « Ils avaient acclamé l'émancipation. Ils étaient férocement fidèles à la maison de Savoie à cause de la constitution de Charles-Albert. […] En 30 ans, ils avaient oublié […] les valeurs et la foi ancestrales ». La communauté juive adhère au mouvement qui va conduire à l'unification italienne. C'est ainsi qu'elle est notamment active en 1848 à Venise au sein de la république de Saint-Marc où Isacco Pesaro Maurogonato, membre de la Fraterna Generale Israelita, devient ministre des Finances et des Postes tandis que le dirigeant de la République, Daniele Manin, proclame « la parfaite égalité des droits civils et politiques ».

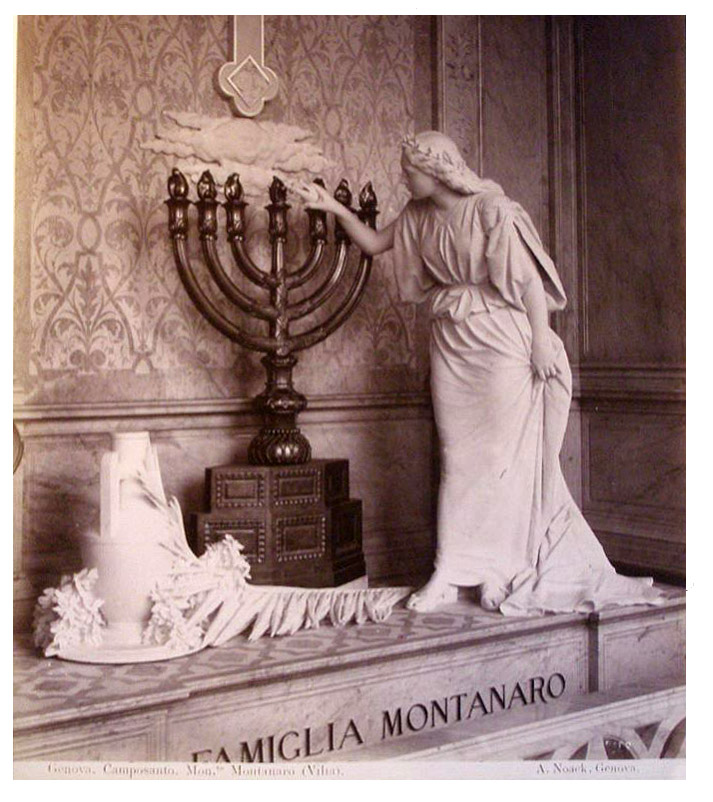
Monument funéraire de la famille Montanaro (Vilia), Gênes (v. 1880)

« La participation des Juifs à la cause du Risorgimento fut enthousiaste et les banquiers juifs avaient financé les insurrections anti-autrichiennes dès 1830. Pour citer un cas des plus connus, Isacco Artom, issu d’une famille aisée du Piémont, volontaire en 1848 contre l’Autriche, devint le secrétaire particulier du comte de Cavour. Lorsque quelque vieille perruque savoyarde l’attaqua sur le choix de ce collaborateur, Cavour eut une réplique méprisante… Les deux hommes d’État étaient d’ailleurs faits de la même étoffe… « Partout où il y avait des Juifs, pendant le Risorgimento, plus forte était la haine pour l’oppression étrangère, à tel point qu’aux yeux de la police Juif était devenu synonyme d’Italien », peut-on lire dans un texte encore vibrant de légitime orgueil. En 1871, onze députés juifs siègent dans le premier parlement de la nouvelle Italie, contre huit en Grande-Bretagne, six en France et quatre en Prusse ».

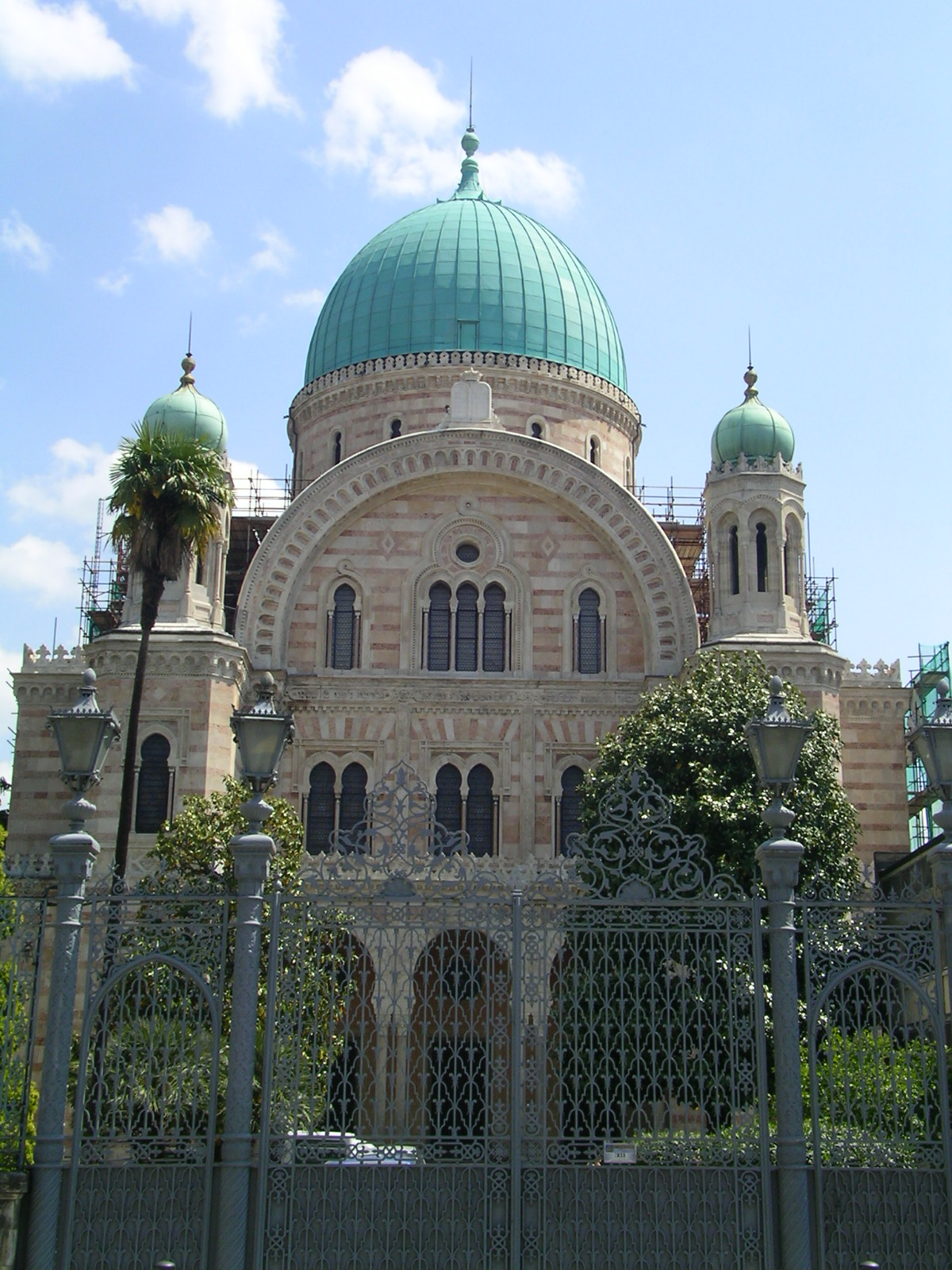
Grande synagogue de Florence (1874-1882).

Cette émancipation est un plein succès : « Ce n'était pas un hasard si le judaïsme italien avait fourni […] un ministre de la Guerre, le premier dans l'histoire moderne des Israélites (Giuseppe Ottolenghi), deux Premiers ministres (Luigi Luzzatti et son prédécesseur Sidney Sonnino, bien que celui-ci n'eût qu'un père juif) et un secrétaire général au ministère des Affaires étrangères ». Outre ceux-ci, Ernesto Nathan est maire de Rome de 1907 à 1913 et, dans un autre domaine, le peintre Amedeo Modigliani (1884-1920), issu d'une famille juive de Livourne, est l'un des plus célèbres représentants de l'école de Paris.
La vie juive traditionnelle se poursuit parallèlement avec Samuel David Luzzatto (1800-1865), l'un des pères de la Wissenschaft des Judentums (« science du judaïsme ») et directeur d'une yechiva à Padoue, transférée ultérieurement à Florence puis à Rome. Le philosophe Élie Benamozegh (1823-1900) réhabilite la kabbale. Animés par la confiance en la société italienne, les Juifs font bâtir des synagogues monumentales à Turin, puis à Florence et à Rome et même dans une plus petite ville à Verceil. En 1912, dans une approche similaire, les Juifs de Trieste, alors en Autriche-Hongrie mais dont la population est très largement italienne, font construire une des plus grandes synagogues d'Europe.
En 1911, l'Italie conquiert sur l'Empire ottoman la Cyrénaïque et la Tripolitaine où habite une communauté juive de plusieurs dizaines de milliers de personnes. Comme dans les autres pays d'Afrique du Nord, les Juifs de Libye profitent de cette nouvelle situation pour s'émanciper socialement et économiquement et se rapprocher du mode vie à l'européenne.

### Soldats juifs durant la Première Guerre mondiale

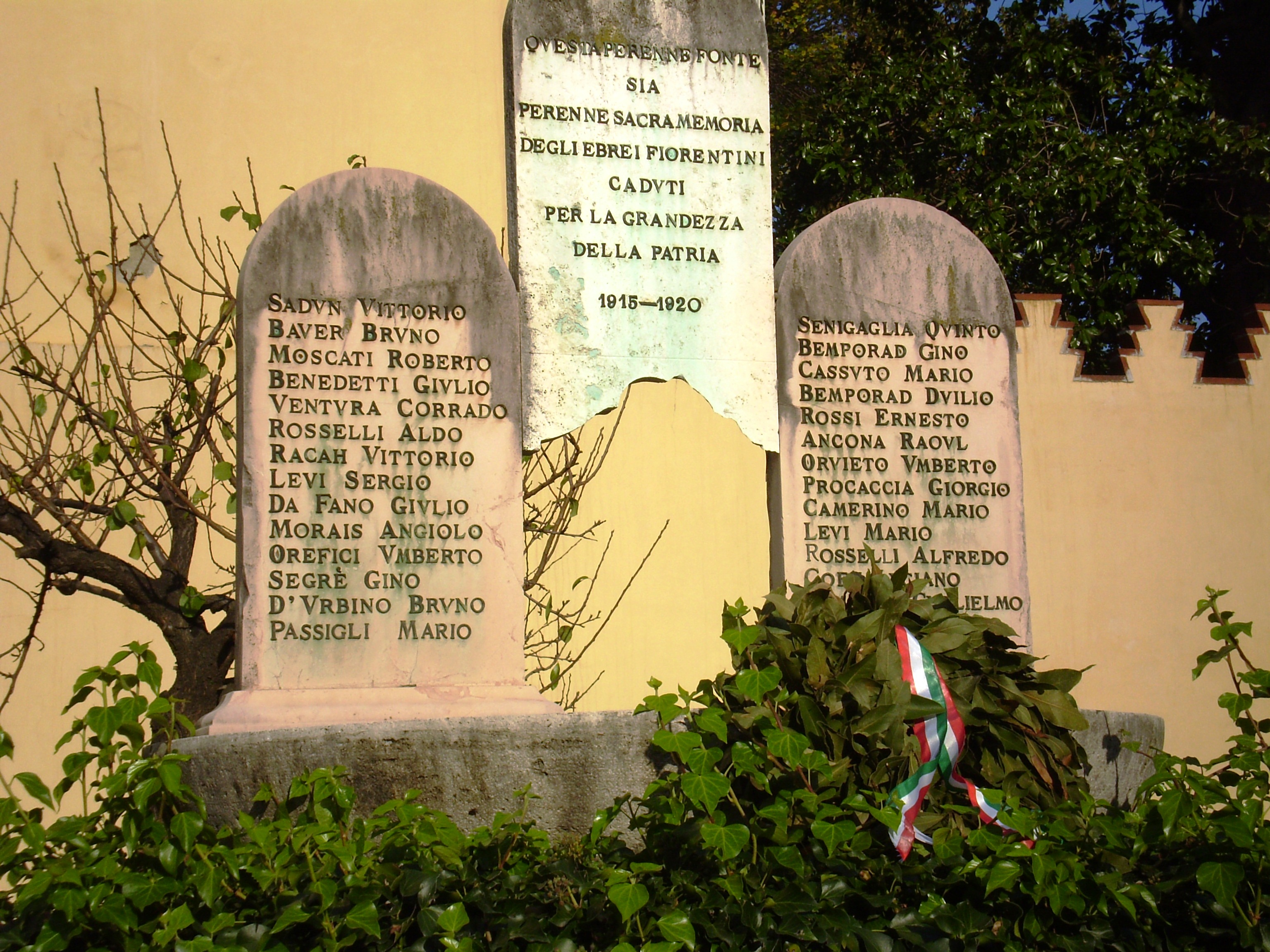
Monument pour les Juifs de Florence morts pour la patrie en 1915-1920.

Les Juifs d'Italie mobilisés dans la Grande guerre l'interprètent comme un final du Risorgimento qui leur donnerait une reconnaissance en tant que citoyens de l'État italien. Pour la première fois dans l'histoire européenne, des Juifs se retrouvent engagés dans un combat qui les oppose à d'autres soldats juifs servant dans les rangs ennemis.
En effet, quelque 5 000 Juifs figurant dans les forces armées italiennes retrouvent sur les champs de bataille 350 000 Juifs faisant partie de l'armée austro-hongroise (dont un grand nombre des régions de Trieste et Fiume), 600 000 soldats juifs servant dans l'armée russe, 50 000 Juifs dans les rangs des Britanniques, 50 000 Juifs français et 100 000 autres enrôlés dans l'armée allemande (dont 12 000 périront durant la guerre).
Des philanthropes juifs et la communauté juive d'Italie ne ménagent pas leurs efforts pour tenter de répondre aux besoins religieux des soldats juifs. Des comités spéciaux facilitent l'acheminement de la nourriture casher et des objets rituels dont des livres de prière, des phylactères et châles de prière (talit), pour permettre aux hommes de troupe de respecter les traditions juives,.

### Juifs italiens durant la Seconde Guerre mondiale

#### Sous le fascisme (1922-1940)
Le fascisme italien qui arrive au pouvoir en 1922 avec Mussolini ne menace pas immédiatement les Juifs, même s'il est fondamentalement hostile à toute minorité. Certains députés juifs, tel Aldo Finzi, se rallient au fascisme et l'origine juive de Margherita Sarfatti, l'une des maîtresses de Mussolini lui-même, est publiquement connue. En 1929, Mussolini expliquait encore : « Les Juifs sont à Rome depuis l’époque des Rois… Ils étaient cinquante mille sous Auguste et ils demandèrent à pleurer sur la dépouille de Jules César. Nous les laisserons en paix ».

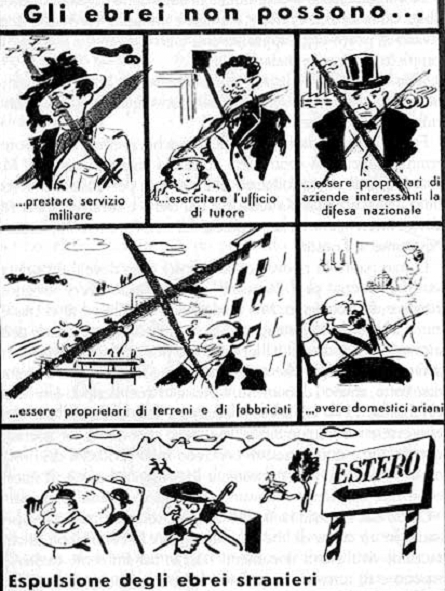
« Les Juifs ne peuvent pas… », autocollant (11 mars 1938).

La situation change du tout au tout quand l'Italie se rapproche de l'Allemagne nazie vers la fin de 1936 et avec la visite officielle d'Hitler en Italie en mai 1938. Durant l'automne 1938, sont publiés plusieurs décrets qui forment les lois raciales « Manifesto della razza » : les Juifs sont alors exclus de la fonction publique et donc de l'enseignement, le mariage entre Juifs et aryens ainsi que l'emploi de domestiques aryens est interdit ; des propriétés et entreprises juives sont confisquées ; puis c'est l'interdiction de publier un journal ou de posséder un poste de radio, etc.. Même l'école est interdite aux enfants juifs. La nouvelle carte d'identité des Juifs est marquée du mot « Juden » en grandes lettres d'imprimerie. Des scientifiques, intellectuels ou personnalités italiens prennent publiquement position contre leurs concitoyens juifs,.
Beaucoup de Juifs se convertissent alors au christianisme ; des universitaires, tels Enrico Fermi dont la femme était juive et qui venait de recevoir le prix Nobel de physique le 10 décembre 1938, émigrent vers les États-Unis, le 2 janvier 1939. Le nombre de Juifs recensés passe de 47 485 en 1931 à 35 156 en 1939. Malgré tout, la communauté juive fait face et organise l'entraide.

#### Italie en guerre (1940-1943)
Avec l'entrée en guerre de l'Italie en mai 1940, la situation s'aggrave encore. Les Juifs ne sont plus appelés Ebrei mais Giudei marqués d'un accent péjoratif. Des camps d'internement sont créés pour les ressortissants de pays ennemis où sont enfermés des Juifs étrangers qui s'étaient réfugiés en Italie ainsi que quelques Juifs italiens.
Malgré tout, les autorités italiennes ne participent pas à la solution finale : elles refusent de donner des Juifs, y compris leurs ressortissants tunisiens, aux polices allemande, française ou croate et des Italiens s'illustrent dans le sauvetage des Juifs,. La zone d'occupation italienne en France, principalement Nice, sert de refuge à de nombreux Juifs de France jusqu'en septembre 1943. Angelo Donati et le Père Marie-Benoît y organisent des sauvetages, au succès partiel.

#### Sous l'occupation allemande (1943-1945)

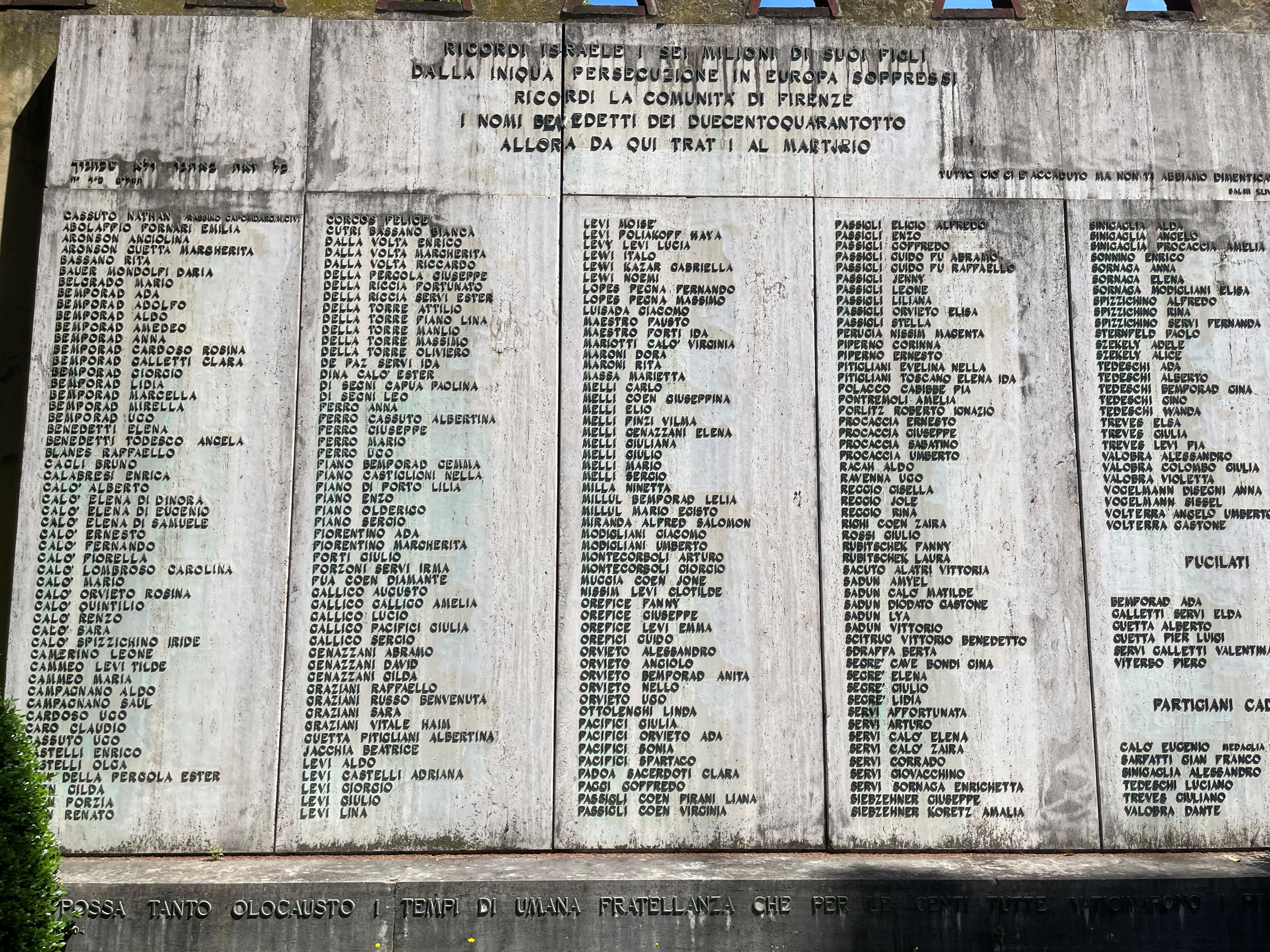
Monument aux morts dans la Shoah dans le jardin de la grande synagogue de Florence

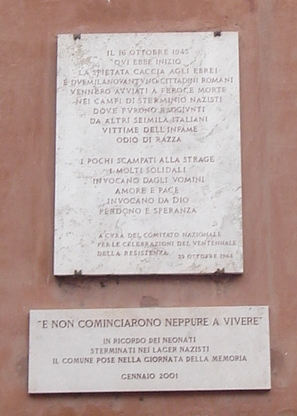
Ghetto de Rome : plaque commémorative de la déportation du 16 octobre 1943.

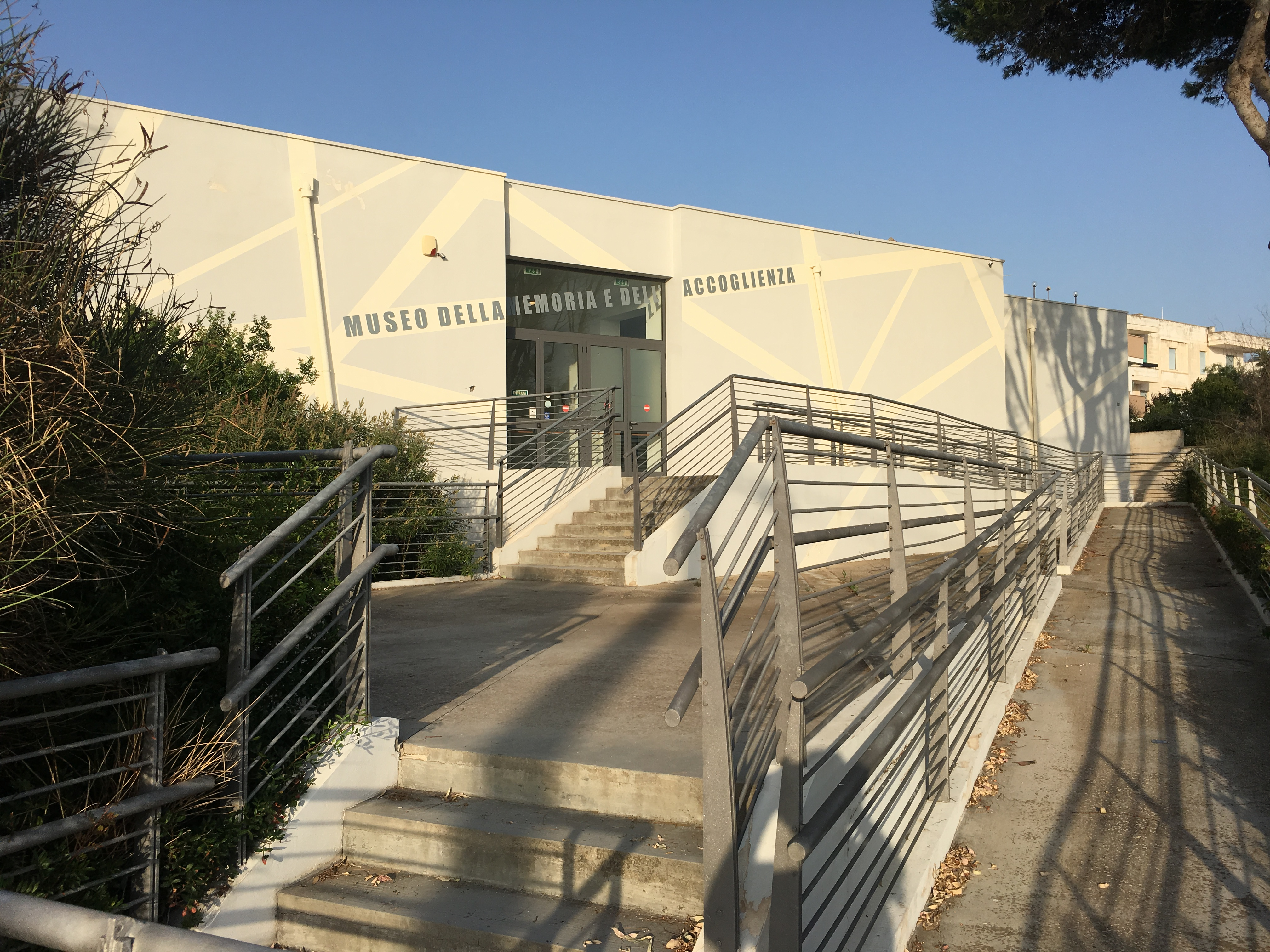
Le musée de la mémoire et de l'accueil à Santa Maria al Bagno

En septembre 1943, l'Italie capitule devant les Alliés mais le territoire italien, en très grande partie non encore tenu par les Alliés, est occupé par les Allemands qui contrôlent Rome et le nord de l'Italie, là où habitent les Juifs. Le 16 octobre 1943, un millier de Juifs romains sont raflés dans le ghetto de Rome et déportés vers Auschwitz. Plusieurs Juifs sont sauvés par le docteur Giovanni Borromeo qui les abrite à l'hôpital Fatebenefratelli et aurait éloigné les Allemands en les disant frappés d'une maladie hautement contagieuse, le syndrome K.
Le pape Pie XII serait intervenu, en vain, pour s'assurer que les autorités allemandes ne procèderaient pas à des déportations. D'autres rafles suivent dans les grandes villes italiennes. Les Allemands ouvrent un camp de concentration à Fossoli d'où sont déportées 5 000 personnes, dont la moitié de Juifs. À l'été 1944, un autre camp est ouvert à Bolzano et un autre à Trieste dans la rizerie de San Sabba où ils installent une chambre à gaz. Si quelques Juifs arrivent à se réfugier derrière les lignes alliées, beaucoup sont sauvés en se cachant chez les Italiens non juifs.
Le pape Pie XII lui-même, auquel beaucoup reprochent l'absence de prise de position publique dénonçant les déportations de Juifs, a protégé des Juifs, notamment en ordonnant que des réfugiés politiques et des Juifs soient abrités dans le couvent romain des Santi Quattro Coronati. D’ailleurs, Israel Zolli, grand-rabbin de Rome de 1940 à 1944, se convertit au catholicisme en 1945 et choisit comme nom de baptême Eugenio Pio, hommage à Pie XII en raison de son action pour les Juifs de Rome pendant la Seconde Guerre mondiale. Zolli écrit notamment : « la rayonnante charité du Pape, penché sur toutes les misères engendrées par la guerre, sa bonté pour mes coreligionnaires traqués, furent pour moi l’ouragan qui balaya mes scrupules à me faire catholique »,.
Finalement, environ 7 750 Juifs italiens disparaissent dans la Shoah. Quelques-uns reviennent des camps de la mort parmi lesquels Primo Levi (qui se suicidera), dont le livre Se questo è un uomo est un classique de la littérature sur la Shoah.
La Libération permet de découvrir à San Nicandro Garganico dans les Pouilles, un groupe de paysans se réclamant du judaïsme depuis les années 1930. Après leur conversion officielle lors d'une circoncision collective, la plupart émigrent vers la Palestine mandataire avant la fin des années 1940,. Un groupe d'environ 810 enfants juifs orphelins, rescapés de ghettos et de camps de concentration, dits les enfants de Selvino, sont secourus et logés de 1945 à 1948 dans un ancien orphelinat fasciste appelé Sciesopoli, situé dans la ville de  Selvino.
Avec la Libération de l'Italie puis des camps d'extermination nazis, de nombreux rescapés juifs ont cherché à gagner la Palestine en passant par l'Italie. Cet épisode est commémoré au musée de la mémoire et de l'accueil à Santa Maria al Bagno.

### Juifs d'Italie depuis 1945

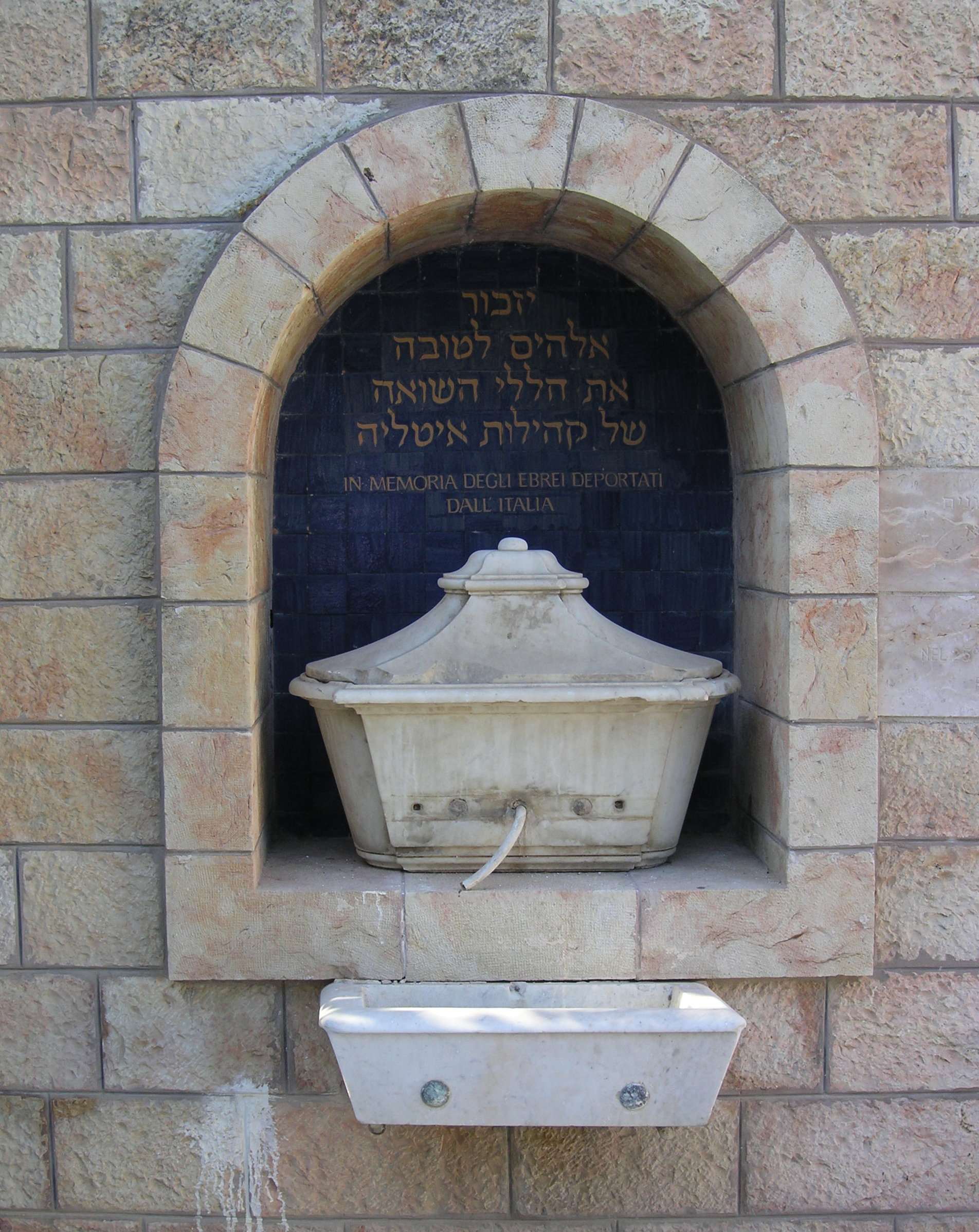
Mémorial pour les juifs italiens déportés, Jérusalem.

Après la guerre, la communauté juive italienne se maintient difficilement malgré un afflux de réfugiés (dont la plupart choisissent finalement d'émigrer en Israël, en 1948-1952) et l'arrivée de 2 000 réfugiés juifs de Libye,, ancienne colonie italienne. Ceux-ci s'établissent principalement à Rome où ils créent une nouvelle synagogue et constituent le tiers de la communauté juive, ainsi qu'à Milan et, plus accessoirement, à Livourne.

### Situation auXXIesiècle
Les centres principaux du judaïsme italien actuel sont Rome et Milan. Le taux de naissance est faible alors que les mariages mixtes sont nombreux. Les communautés juives italiennes sont regroupées au sein de l'UCEI (Unione delle Comunità Ebraiche Italiane), qui crée en 2009 le site internet moked / מוקד animé notamment par Marco Ascoli Marchetti, président de la Comunità ebraica, et un nouveau mensuel Pagine Ebraiche. Le site Morasha sur la culture juive italienne propose des articles de qualité. Des écoles juives élémentaires existent ainsi qu'une école de l'ORT et deux yéchivot, à Rome et à Turin. Le grand-rabbin de Rome est depuis 2002 Riccardo Di Segni, qui est aussi médecin radiologue et le président de l'UCEI est depuis 2006 un avocat, Renzo Gattegna. En 2006, une ancienne synagogue transformée en église depuis cinq siècles, Santa Maria in Scolanova est rendue au culte juif à Trani.
La communauté juive a été marquée par trois attaques terroristes, celle contre la synagogue de Rome, le 9 octobre 1982, où un bébé trouve la mort, celle contre le paquebot italien Achille Lauro, en octobre 1985, où un passager juif américain est assassiné et celle contre le comptoir El Al de l'aéroport de Rome, le 27 décembre 1985, qui fait seize morts. Des profanations de cimetière juifs comme celle de Rome en juillet 2002 atterrent la communauté et la diaspora juives.
L'événement récent le plus remarquable reste la visite du pape Jean-Paul II à la synagogue de Rome, le 13 avril 1986, où il est reçu par le grand-rabbin de Rome Elio Toaff. Lors de cette première visite d'un pape dans une synagogue, le pape s'adresse aux Juifs en leur disant : « Vous êtes nos frères préférés et, d’une certaine manière, on pourrait dire nos frères aînés ». Benoît XVI renouvelle une telle visite, le 17 janvier 2010, dans un contexte plus difficile, à la suite du projet de béatification de Pie XII. Lors de son discours, le pape rappelle que Pie XII a sauvé des Juifs « de façon souvent cachée et discrète » alors que le président de la communauté juive de Rome, Riccardo Pacifici, avait rappelé que « le silence de Pie XII durant la Shoah » demeure douloureux. Le 17 janvier 2016, le pape François est à son tour reçu à la synagogue de Rome.
Le succès de Beppe Grillo aux élections législatives de février 2013 préoccupe les Juifs italiens et français au point de susciter un communiqué du CRIF dénonçant un démagogue raciste et antisémite. La politique anti-immigration instaurée par le gouvernement arrivé au pouvoir en juin 2018 inquiète les organisations juives italiennes qui craignent que le climat politique puisse favoriser les antisémites.